# Alte Kantonsschule Aarau
Die Alte Kantonsschule Aarau (umgangssprachlich «Alti Kanti») an der Bahnhofstrasse in Aarau wurde 1802 gegründet. Sie ist die älteste Kantonsschule und das älteste nichtkirchliche Gymnasium der Schweiz.

## Geschichte

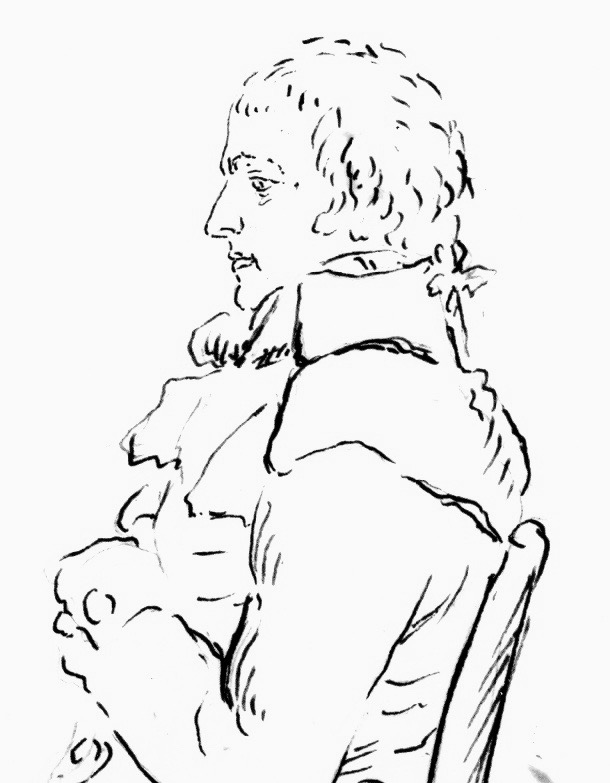
Klara Reinhart: Johann Samuel von Gruner, um 1800
Joseph Reinhart: Johann Rudolf Meyer Sohn, um 1790
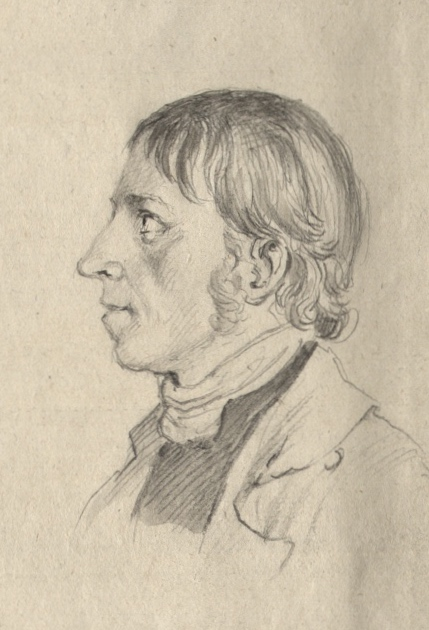
Johann Ulrich Schellenberg d. J.: Andreas Moser, 1800

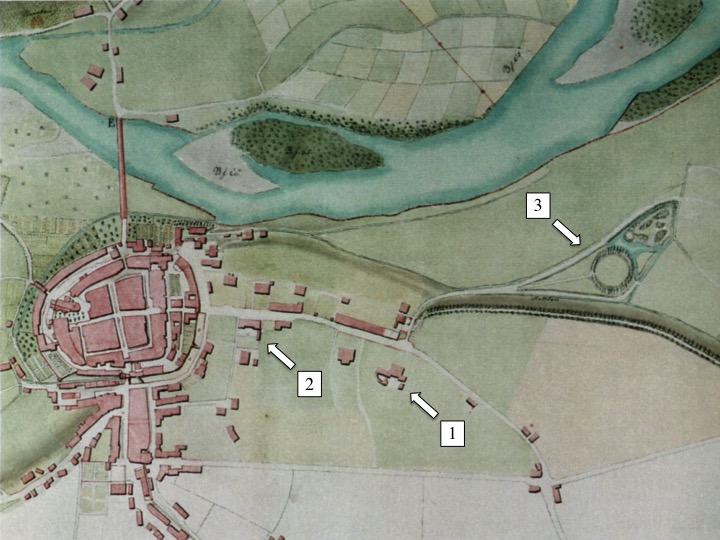
Aarau, 1809. 1: Meyers Villa, 2: Kantonsschule, 3: Telliring
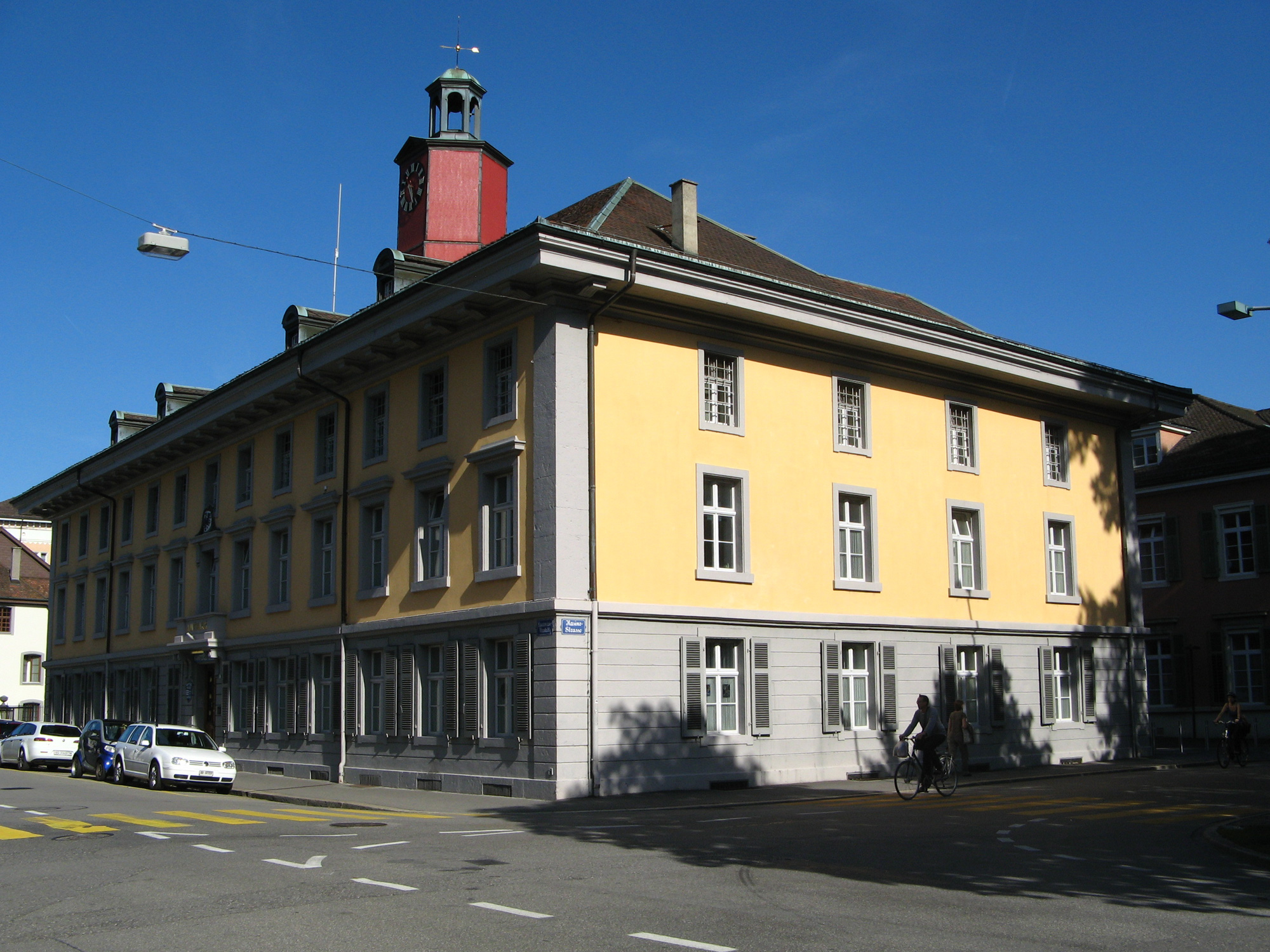
Sitz der Kantonsschule war 1802–1896 das heutige Amthaus
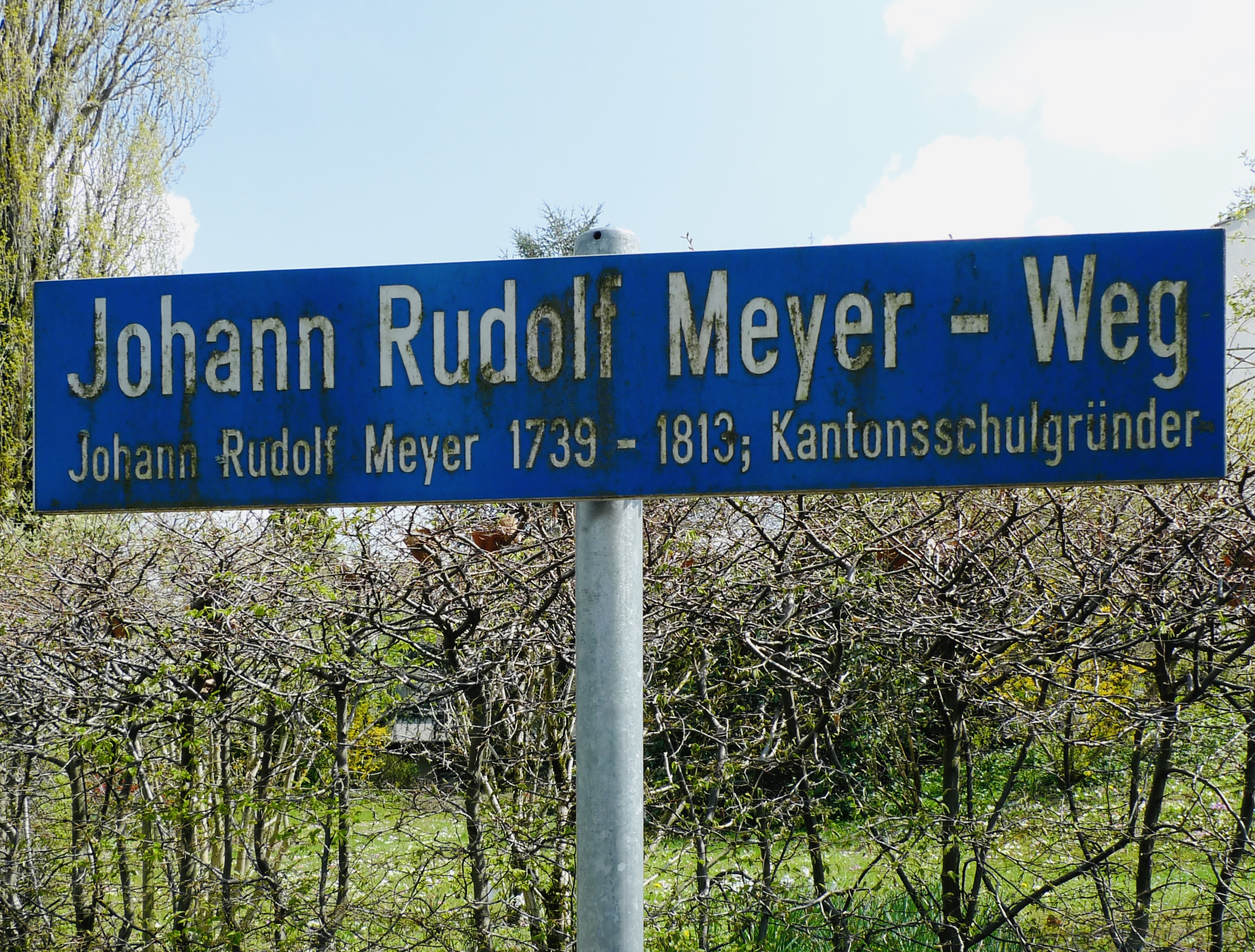
„Vater Meyer“ als vorgeschobener Gründer der Schule

### Kaderschmiede der Helvetischen Republik
Von 1802 bis 1896 war die Kantonsschule im heutigen Amthaus (Kantonspolizei) an der Laurenzenvorstadt untergebracht und nur für Knaben zugänglich. An der Gründung der vorerst privaten Realschule mit kleinem Gymnasialteil beteiligt waren Bergdirektor Johann Samuel von Gruner (1766–1824), der Seidenbandfabrikant, Naturforscher, Revolutionär und Alpinist Johann Rudolf Meyer Sohn (1768–1825) sowie der Schriftsteller Andreas Moser (1766–1806), der mit dem Telliring den ersten Turnplatz der Schweiz schuf. Die Gründer waren von den Ideen Johann Heinrich Pestalozzis (1746–1827) beeinflusst. Die Schule war nicht-konfessionell und sollte als Kaderschmiede nicht nur des 1798 gegründeten Kantons Aargau, sondern der ganzen Helvetischen Republik dienen. Erster Leiter war der Sekretär der helvetischen Regierung Georg Franz Hofmann (1765–1849), der später Schulen in Neapel und Budapest gründete. Die Schüler kamen aus zahlreichen Kantonen, neben dem Aargau namentlich Léman (Waadt) und Zürich.
Nach der Konterrevolution von 1802 (Stecklikrieg) und der anschliessenden Auflösung der Helvetischen Republik durch Bonaparte wurde der Schule in der Person des reaktionären Altphilologen Ernst August Evers (1779–1823) ein Rektor vorgesetzt. Dieser ersetzte den gesamten Lehrkörper und stufte die Realschule zugunsten des Gymnasiums zurück, worauf die Schülerzahl einbrach und jahrzehntelang stagnierte. Da zugleich die Subskriptionen einbrachen, musste die Schule 1813 verstaatlicht werden. Die anschliessend errichteten regionalen Sekundarschulen dienten auch als Progymnasien mit Latein- und Griechischunterricht. Auf Evers geht zurück, dass Meyers gleichnamiger Vater (1739–1813) 200 Jahre lang als Gründer der Kantonsschule bezeichnet wurde – wodurch besser vertuscht werden konnte, dass sein Sohn sich nebenbei als Falschmünzer betätigte. Evers verliess die Schule 1817 wegen eines – ebenfalls vertuschten – Skandals in seinem privaten Pensionat.
Um 1896 wurde das heutige Einsteinhaus eingeweiht, das Hauptgebäude. 1917 wurde der Anbau an das Einsteinhaus mit Sternwarte bezogen. Die Schule hatte nun wieder lange Zeit den Ruf, eine der besten Unterrichtsanstalten der Schweiz zu sein. 1969 wurde das Karrerhaus fertiggestellt. 1999/2000 wurde es renoviert. 2014 und 2020, 2021, 2022, 2023 sowie auch im Jahr 2024 erhielt die Alte Kantonsschule Aarau den Schulpreis der Wissenschafts-Olympiade. 2024 wurde die Alte Kantonsschule Aarau mit dem LISSA-Preis ausgezeichnet.

## Unterricht

### Lehrgänge
Die Alte Kantonsschule Aarau ist eine öffentliche Mittelschule des Kantons Aargau. Ausser dem Gymnasium (MAR) wird auch die Wirtschaftsmittelschule (WMS) und die Informatikmittelschule (IMS) an der Alten Kantonsschule angeboten. Für die ersten zwei Jahre des Gymnasiums wird ein Akzentfach gewählt, für das dritte und vierte Jahr ein Schwerpunktfach und für das vierte Jahr ein Ergänzungsfach.
Im Gymnasium gibt es eine Sportabteilung pro Jahrgang und mehrere Immersionsabteilungen (Unterricht auf Englisch). Seit 2006 ist zudem ein «Nawimat»-Lehrgang (NAturWIssenschaft, MAThematik) wählbar. Ebenfalls an der Alten Kanti angesiedelt ist ein Sportgymnasium für Spitzen- und Leistungssportler.

### Sprachen
Nebst den obligatorischen Sprachen Englisch, Deutsch und Französisch werden Latein, Italienisch und Spanisch, aber auch Griechisch, Russisch, Hebräisch und seit 2006 sogar Arabisch angeboten, neu[Referenzjahr fehlt!] auch Chinesisch und Japanisch. An der Schule können das kleine und grosse Latinum, das Graecum, das Hebraicum sowie das Advanced und das Proficiency abgelegt werden. Für die Spanischschüler besteht zudem die Möglichkeit, das DELE-Diplom zu erwerben, Französischschüler können das DELF-Diplom erwerben.

### Musik
Nebst der Möglichkeit Unterricht auf diversen Musikinstrumenten zu belegen, existieren auch ein Chor, ein Orchester und zahlreiche Ensembles. Zusätzlich zum Grundlagenfach wird auch ein Schwerpunkt- und ein Ergänzungsfach «Musik» angeboten.

### Theater
Es existiert ein Theaterkurs. Die eingeübten Stücke werden ungefähr halbjährlich öffentlich aufgeführt.

### Informatik
Seit vor 2003 war das Tastaturschreiben Pflichtfach am Gymnasium wie an der WMS, wobei die Prüfungen am Gymnasium weniger streng waren als an der WMS.
Seit 2009 wird an der Schule ein Informatiklehrgang (Informatikmittelschule, IMS) mit kaufmännischer Berufsmaturität und eidgenössischem Fähigkeitszeugnis «Informatik / Applikationsentwicklung» angeboten. Der Lehrgang besteht aus einer dreijährigen Studienzeit in Aarau mit 5-wöchigem Praktikum im zweiten und 4-wöchigem Sprachaufenthalt im dritten Jahr. Das vierte Jahr ist als Praxisjahr vorgesehen.
Seit 2005 ist die Schule autorisiertes ICDL-Testcenter, wodurch am Gymnasium freiwillig ICDL-Diplome erworben werden können, währenddessen der Erwerb in der WMS zum Lehrplan gehört.
Seit 2017 ist zudem Informatik ein Pflichtfach für alle Gymnasialschüler. Gelehrt werden in diesem Unterricht nebst Grundlagen des Programmierens in mehreren Programmiersprachen auch Medienkompetenz.

### Sport
Früher diente die Balänenturnhalle, die beim Zeughaus steht, dem Sportunterricht. Heute findet dieser aber in der Telli statt. Die Sportanlage dient ausserhalb der Unterrichtszeiten als öffentliches Schwimmbad, die Turnhallen dienen Vereinen, wie z. B. der Karateschule Aarau, als Trainings- und Übungslokal.

## Gebäude
Die Schule besteht heute aus fünf Gebäuden:
| Name                          | Alter Name (bis 2006) | Baujahr | Architekt         | Nutzung                    | Schulge- bäude seit | benannt nach    |
| ----------------------------- | --------------------- | ------- | ----------------- | -------------------------- | ------------------- | --------------- |
| Karl-Moser-Haus               | Rauchensteinhaus      | 1860    |                   | KSB, ehemals Bibliothek    |                     | Karl Moser      |
| Albert-Einstein-Haus          | Tuchschmidhaus        | 1894    | Karl Moser        | Unterricht, Rektorat       | 1894                | Albert Einstein |
| Paul-Karrer-Haus («Aquarium») | Steinmannhaus         | 1969    | Barth & Zaugg     | Unterricht                 | 1969                | Paul Karrer     |
| János-Tamás-Haus              | Fehrhaus              |         |                   | Musikhaus                  |                     | János Tamás     |
| Frank-Wedekind-Haus           | AVA                   | 1933    | Richner & Anliker | Medienzentrum, Mensa, BiG  | 2008                | Frank Wedekind  |
| Haeny-Haus                    |                       |         |                   | Unterricht                 |                     |                 |
| Sportanlage Telli             |                       |         |                   | Sportunterricht, Schwimmen |                     |                 |

### Albert-Einstein-Haus

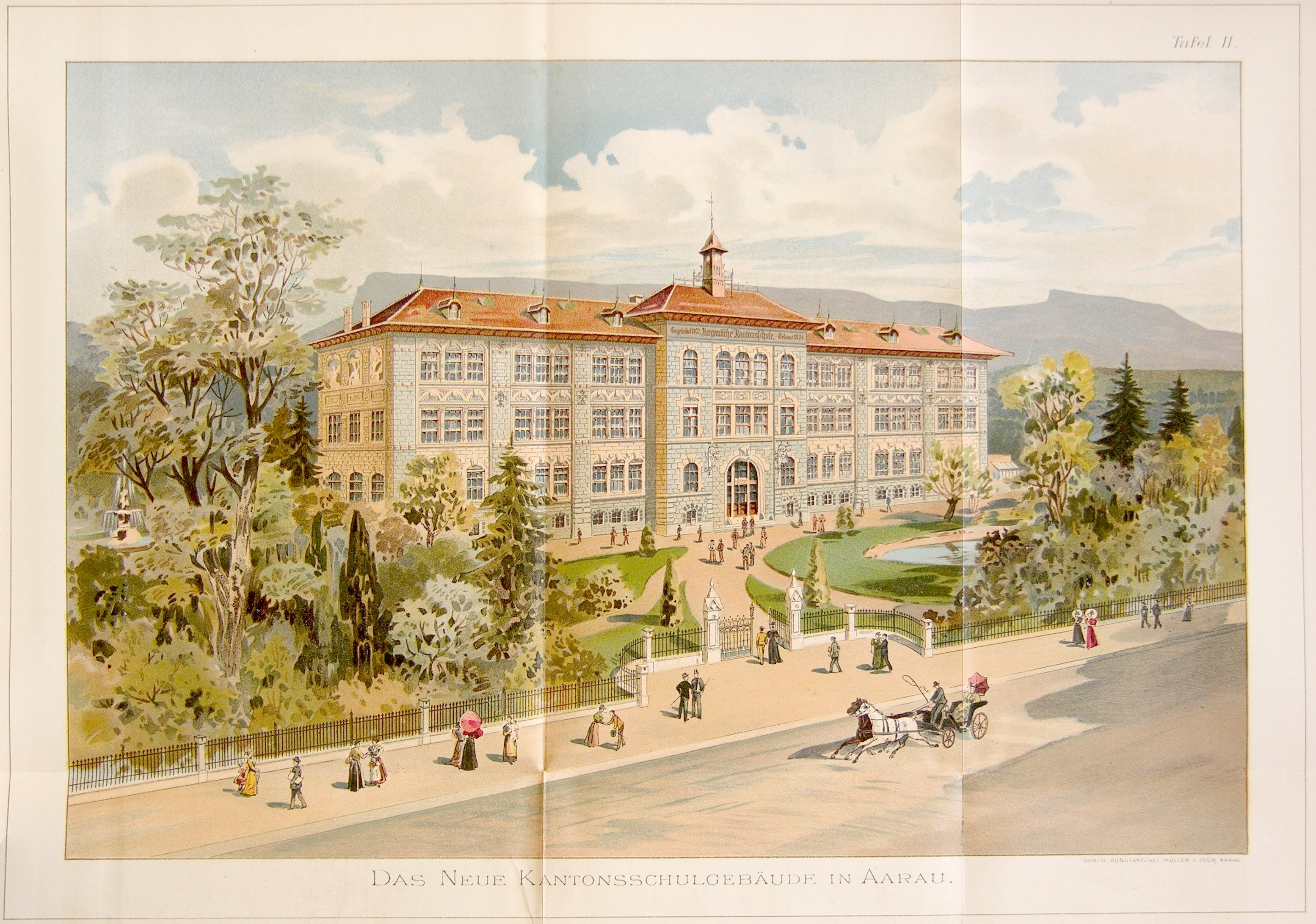
Das Einstein-Haus im Jahr seiner Eröffnung (1895), im Vordergrund der Boulevard der Bahnhofstrasse

Das Albert-Einstein-Haus ist benannt nach dem bedeutenden theoretischen Physiker (1879–1955), der hier ein Jahr zur Schule ging (1895–1896). Vor 2006 war es benannt nach dem Physiker und Rektor August Tuchschmid (1855–1939).
Nutzung
Im Albert-Einstein-Haus befinden sich die Räume der Schulverwaltung, eine Aula sowie etwa die Hälfte der Unterrichtszimmer der AKSA, vor allem jene der Geistes- und Sozialwissenschaften, der Sprachen sowie der Musik. Es wurde 1894 von Karl Moser gebaut und im folgenden Jahr eröffnet.
Kunst
An der Ostfassade befinden sich im 2. Stock anstelle von Fenstern eine Serie allegorischer Bilder der Wissenschaften, auf welche das Gymnasium vorbereitet. Sie wurden von Kunstmaler Arnold Büchli (* 1885) gemalt, der selber Schüler der AKSA war. Auf den Bildern sind zu sehen:

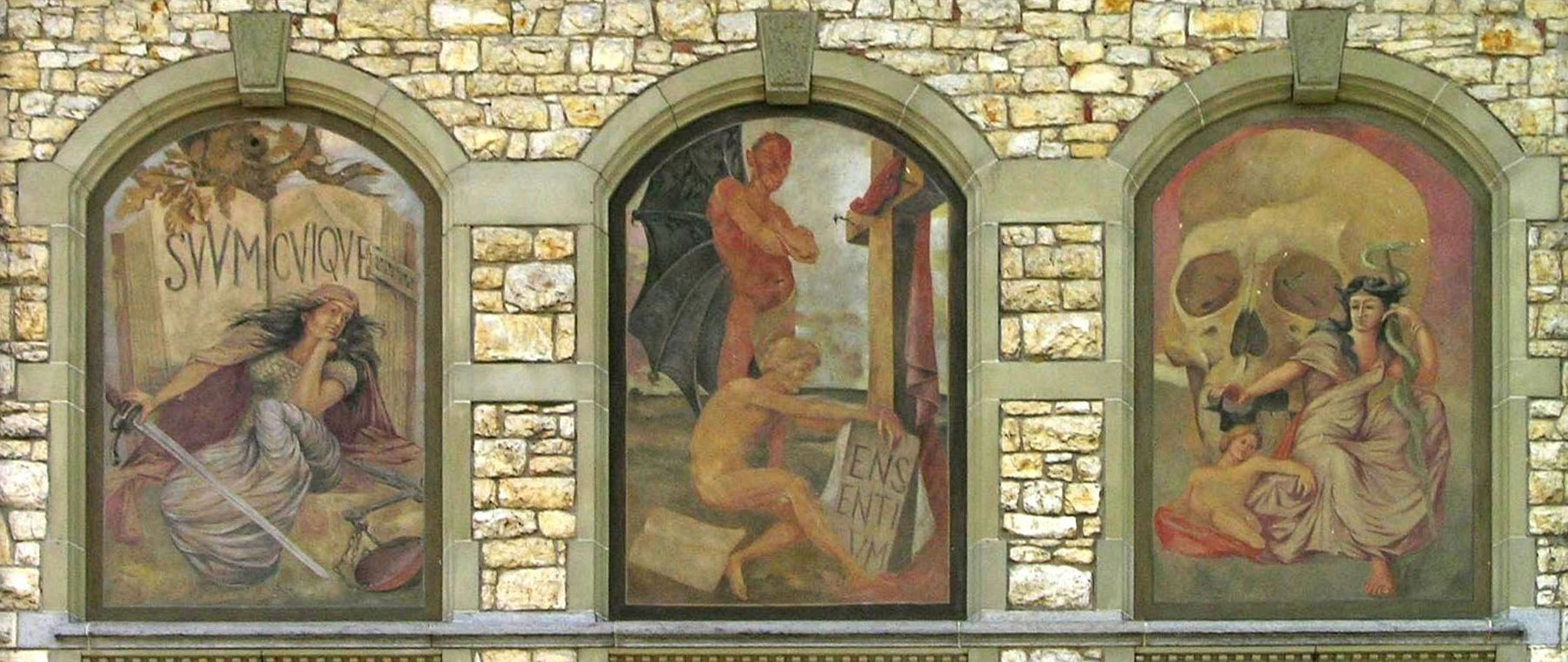
Zweiter Stock der Ost-Fassade des Einstein-Hauses

1. Jurisprudenz: Eine niedergeschlagene Justitia mit Schwert und Waage, dahinter ein geöffnetes Buch: «SVVM CVIQVE» (Lateinisch für Jedem das Seine).
2. Theologie und Philosophie: Das leere Kreuz Christi, dahinter steht der geflügelte Satan, davor sitzt ein Mann bei einem Amboss, der eine Schrifttafel «ENS ENTI UM» (ens entium, lat.: Wesen aller Wesen = Gott) in den Händen hält.
3. Medizin: Ein übergrosser Totenkopf, davor eine Frau mit Äskulapstab, der eine nackte Frau zu Füssen liegt.

Auch auf der Westseite haben sich früher Bilder befunden. Es waren dies Allegorien für die drei Richtungen, auf welche die Gewerbeschule vorbereitet: Technik, Mathematik & Naturwissenschaften sowie Handel.
Die «alten Herren» der drei Kantonsschülervereinigungen Argovia, Industria und Turnverein finanzierten 1895 die Anschaffung von sechs Gipsstatuen ins Vestibül und Büsten berühmter Männer in die Lehrerzimmer. Zwei der Statuen, Sophokles und Augustus (genannt «di Prima Porta») hatten die Höhe von über zwei Metern. Die ihnen zur Seite stehenden Figuren, die Musen Clio und Urania, ein Athlet und ein scheibenwerfender Jüngling (Discobolos des Myron) waren absichtlich kleiner gewählt worden. – «Durch die Büsten sollten so dem Schüler eine Reihe von Männern vor Augen geführt werden, welche Hervorragendes geleistet haben auf den verschiedenen Gebieten geistiger Kultur.»
Das Vestibül und gewisse Elemente in den Gängen sind von Herrn Steimer (Fachlehrer für Dekorationsmalen und kunstgewerbliches Zeichnen am Gewerbemuseum) ornamentös verziert worden. In ähnlichem Stile muss bei der Eröffnung des Gebäudes auch die Westwand der Aula verziert gewesen sein. In der Mitte des Ornaments befand sich das Aarauerwappen. Jedoch wurde in der Mitte des 20. Jahrhunderts eine horizontale Decke eingezogen und die Wand einheitlich weiss gestrichen, womit auch das Ornament verschwand. An der Wand, bevor die Dachschräge beginnt, war an beiden Seitenwänden ein ca. 30 cm breiter Streifen bemalt. Zu sehen waren Tiere und Pflanzen. Als die horizontale Decke bei einer Renovation wieder entfernt wurde, waren diese Streifen in einem sehr schlechten Zustand. Nur drei Sektoren konnten restauriert werden, der Rest wurde grün gestrichen. Die Dachschräge jedoch wird nach wie vor beiderseits von Aaraueradlern geziert. Da nach der Renovation die Wände allseitig weiss gestrichen wurden, musste auch das ursprünglich aufgemalte Gedicht «Jugendgeist» von Adolf Frey verschwinden. Da man ihn aber nicht einfach verschwinden lassen wollte, wurde er auf eine Plexiglasscheibe geschrieben, welche dann an die Wand montiert wurde.
Geheimnisvoll ist Jugendgeist –

Ein Wandrer auf verhüllten Wegen.

Dem reift ein Tagwerk voller Segen,

Der aufwärts ihm die Pfade weist:

Der Junge rasch, doch willig,

Das Alter streng, doch billig,

So schreiten wir dem Licht entgegen.

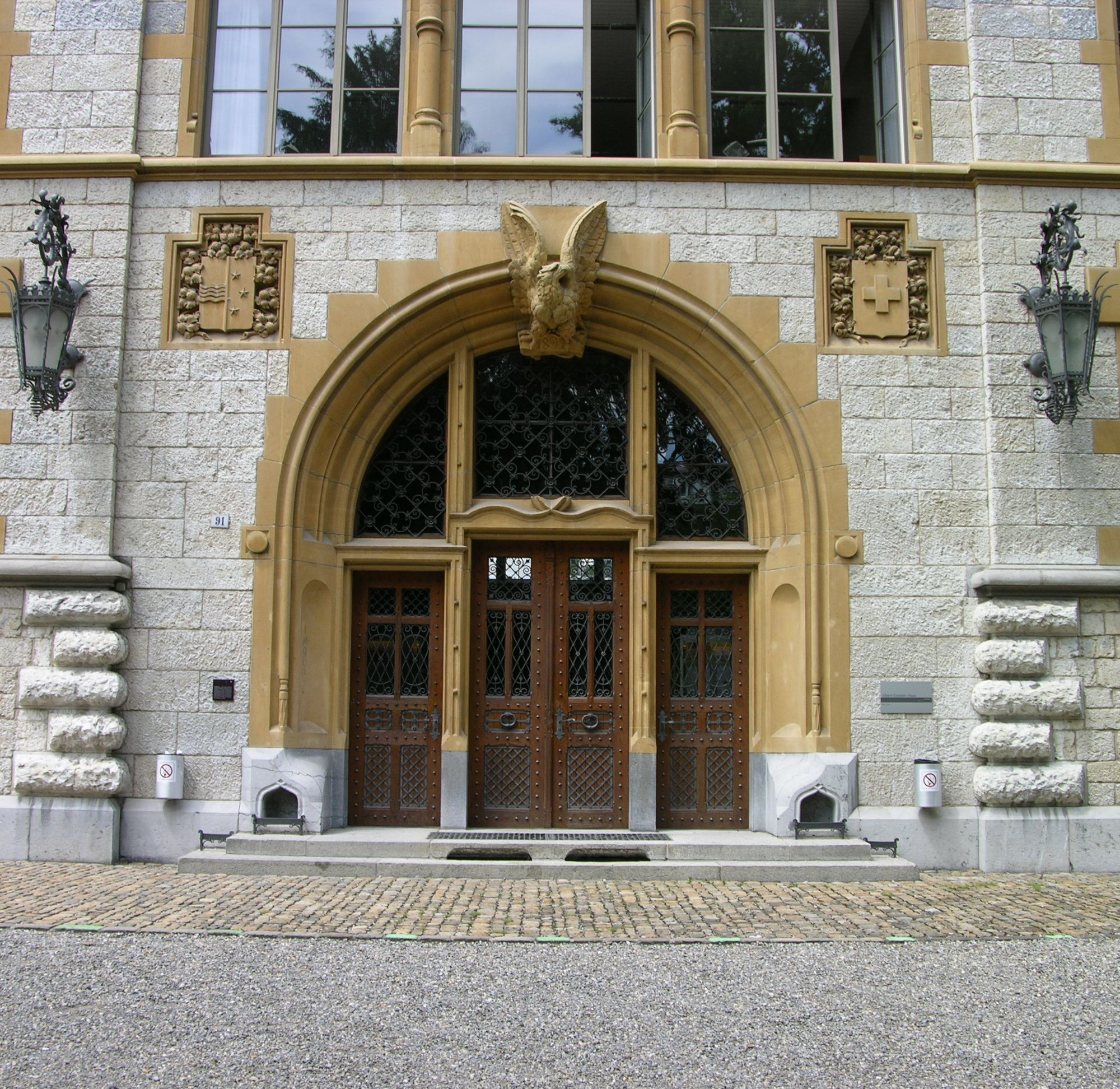
Haupteingang mit Aarauer Adler, Aargauer und Schweizer Wappen
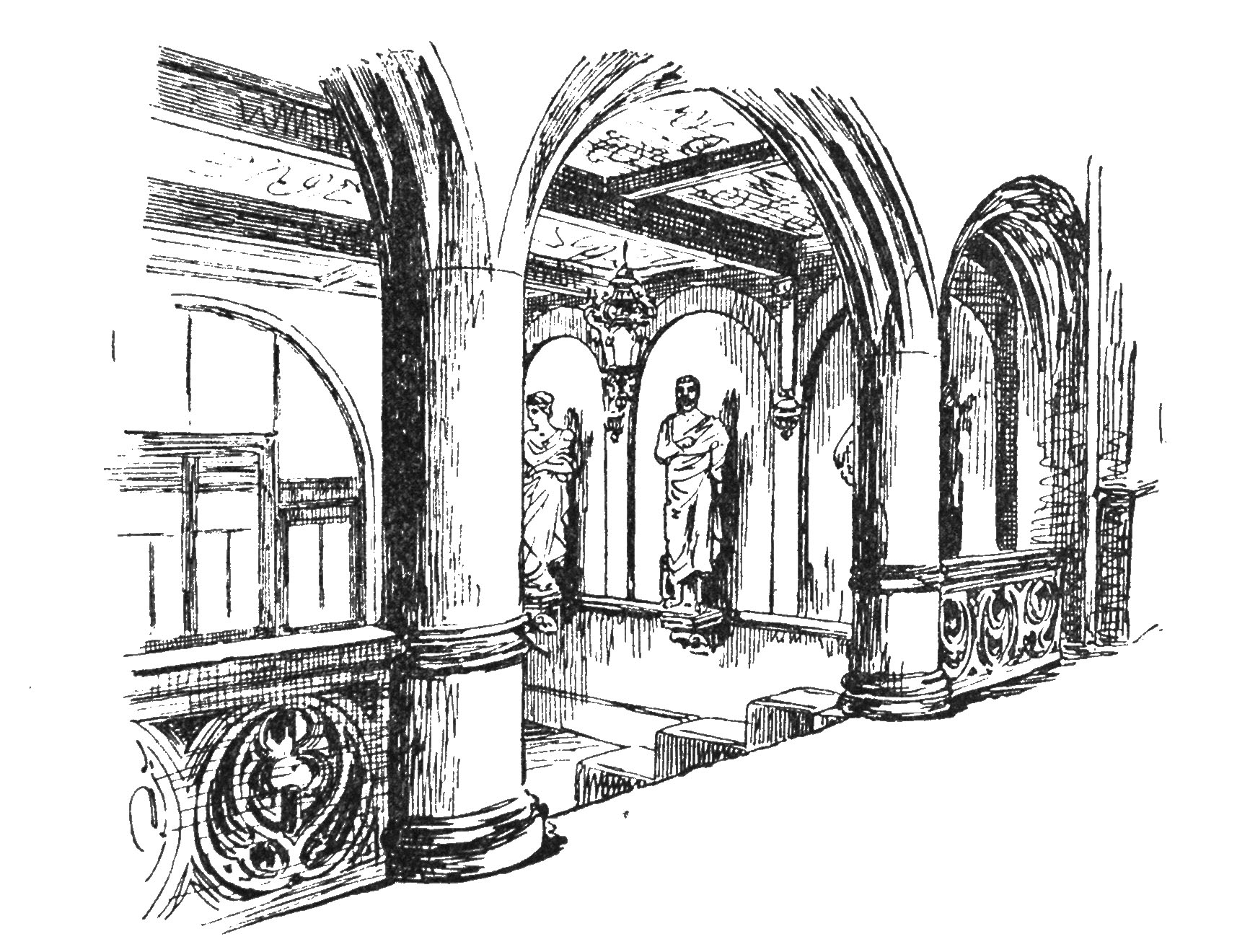
Das Vestibül mit den Gipsstatuen von 1895
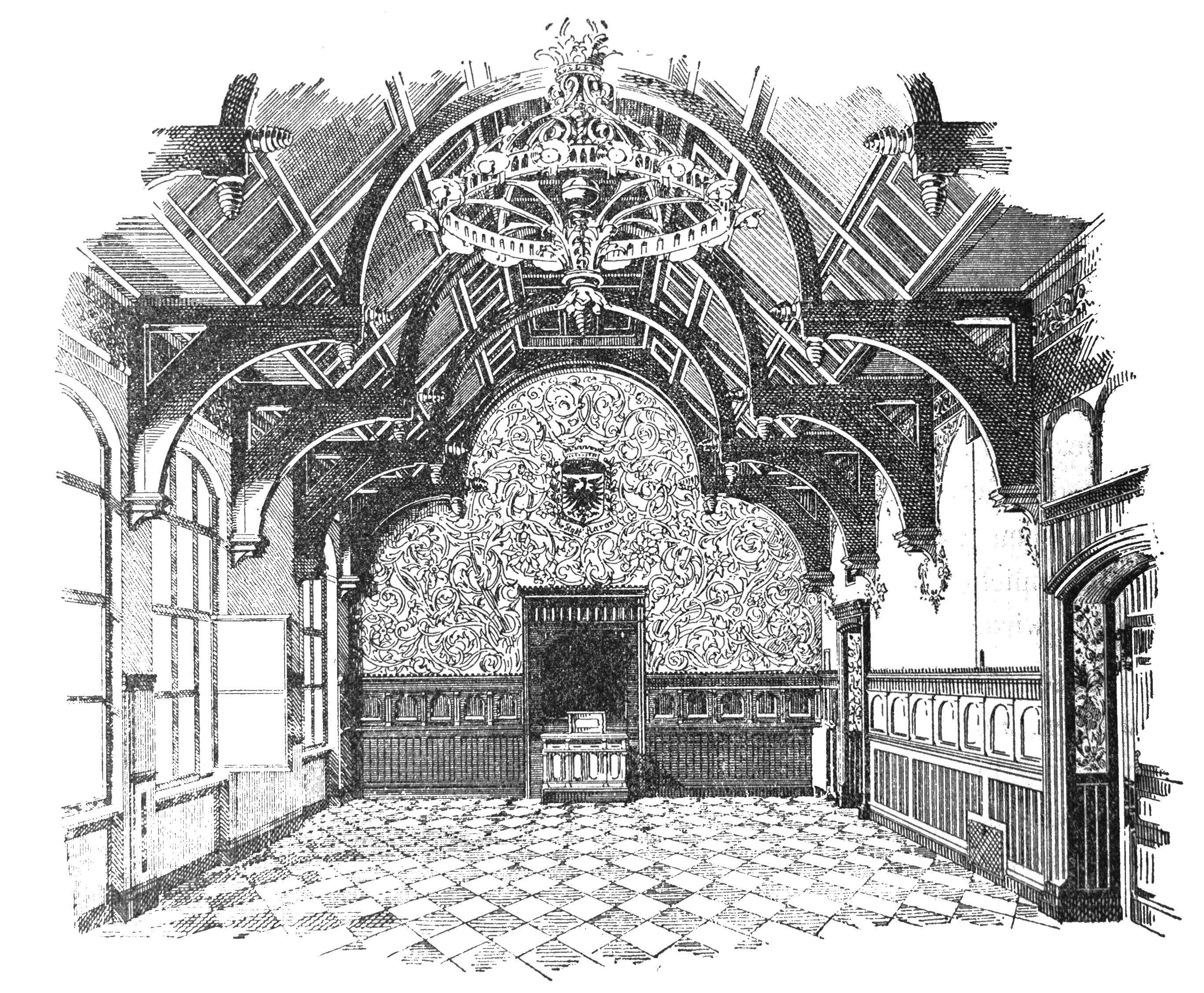
Aula der AKSA um 1895

Im zweiten Stock finden sich im Treppenhause die Wappen der ehemaligen Gebiete, welche beim Bau alle zum Kanton Aargau gehörten. Sie sind direkt auf dem Verputz aufgemalt.

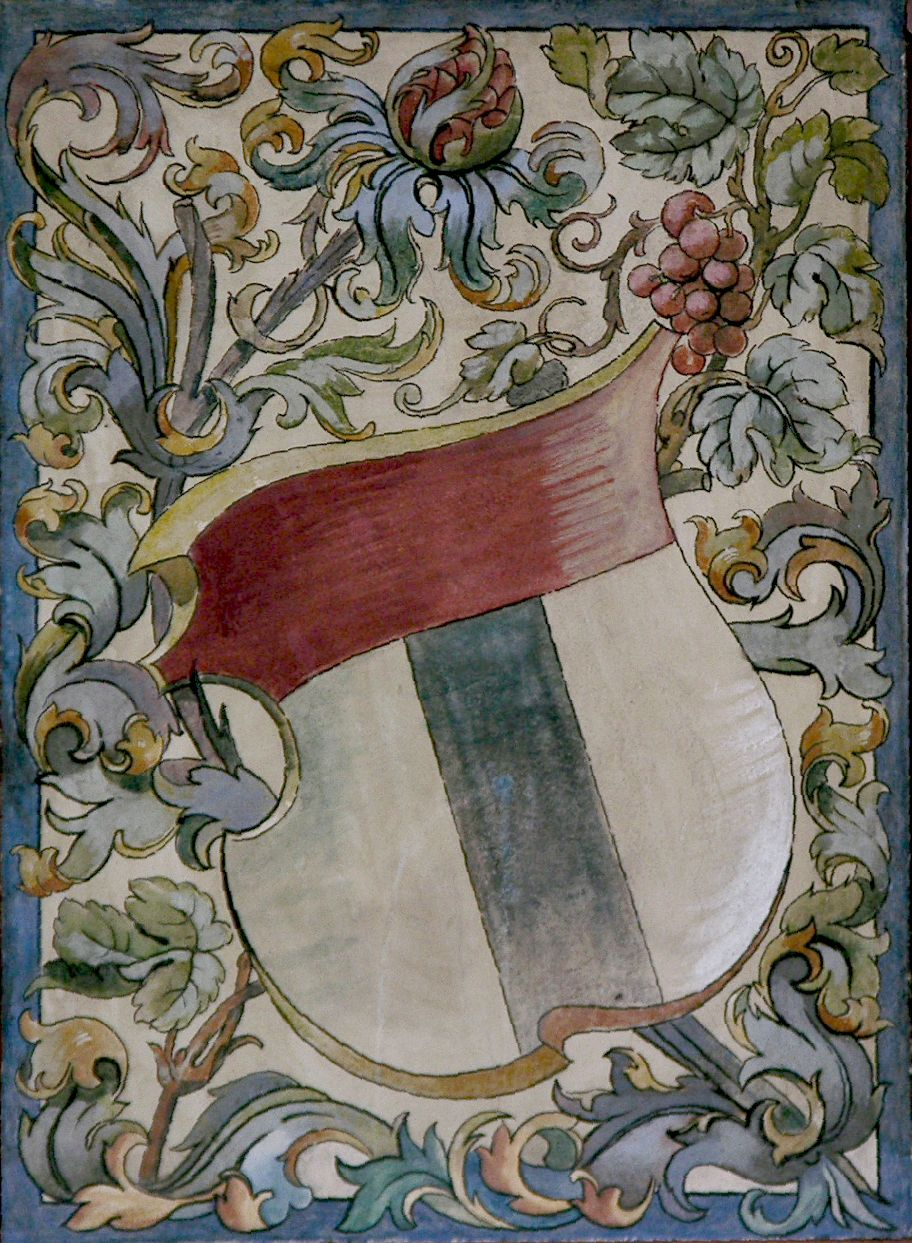
Grafschaft Baden
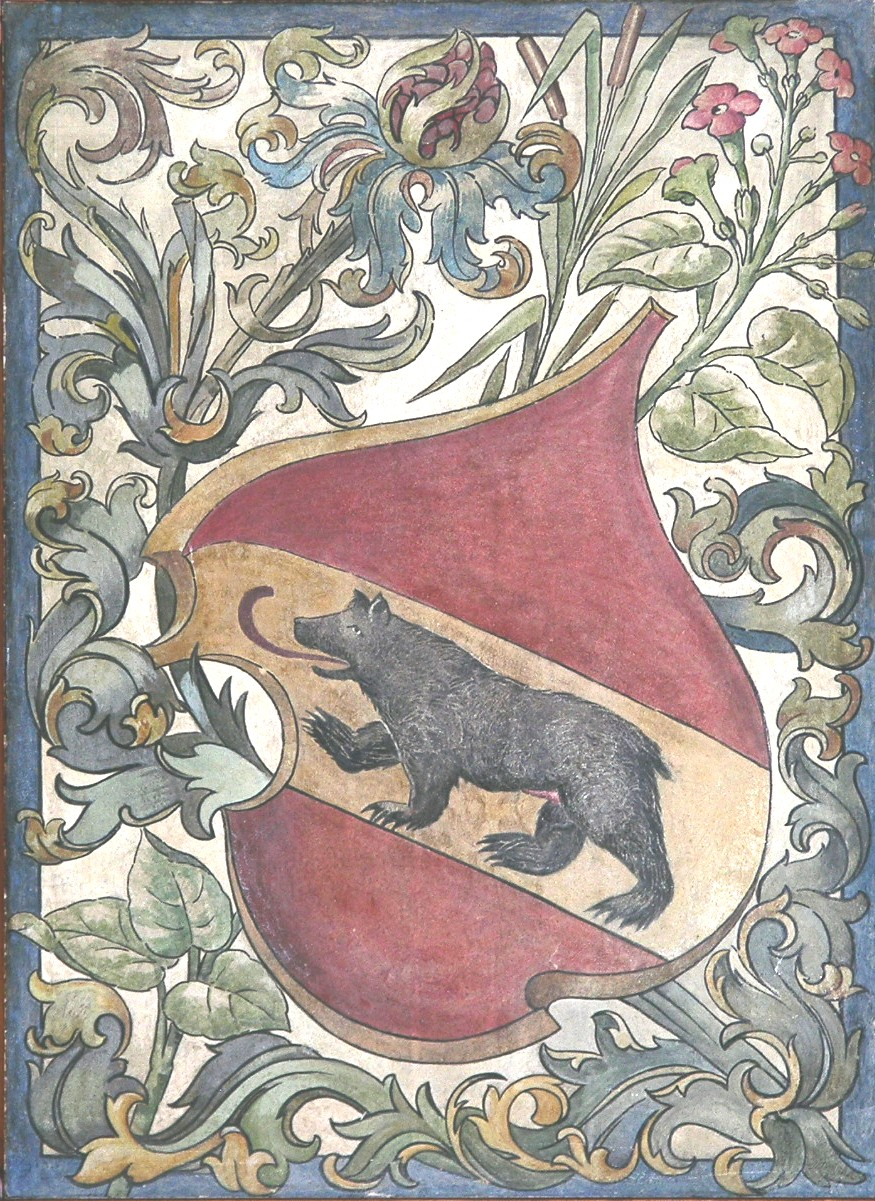
Berner Aargau
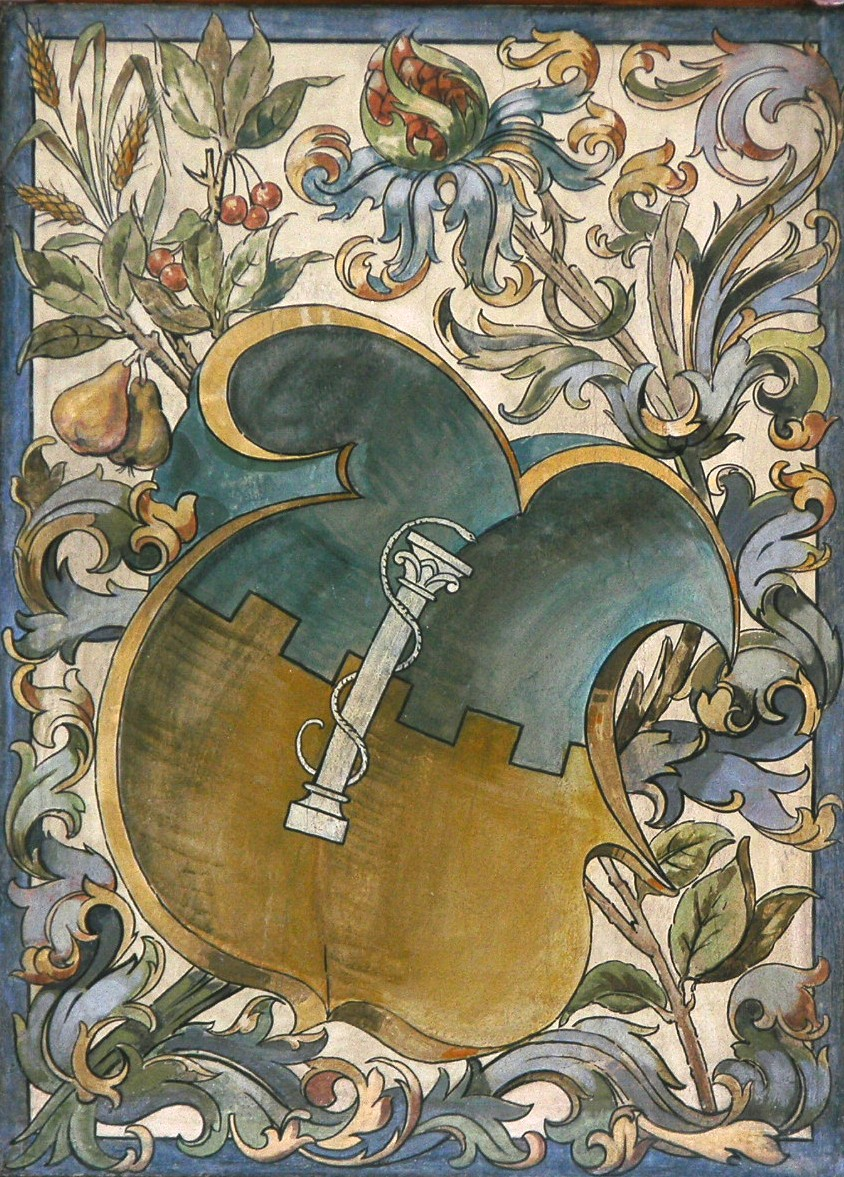
Freiamt
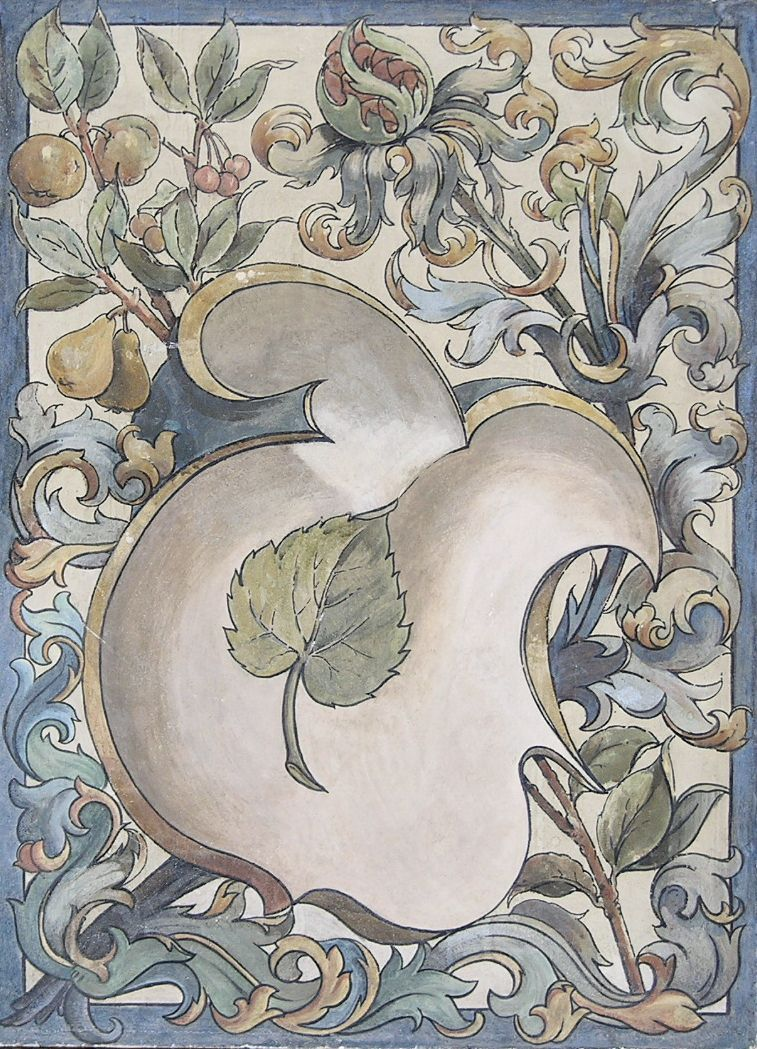
Fricktal

Die vier Kantonsschülerverbindungen (Argovia, Industria, KTV Aarau und Zofingia) schenkten 2003 ihrer Alma Mater zum 200-jährigen Bestehen ein Kunstwerk von Ruth Maria Obrist «Installation mit 200 Farbtafeln», welches nun im Gang des ersten Stockes ausgestellt ist.
Die Stadt Aarau schenkte ihr zum Jubiläum 200 Jahre Mittelschule Aargau «positiv und negativ» von Max Matter, basierend auf «Injektion» (1998) (50 cm × 50 cm, im Rektorat aufbewahrt). Dies sind zwei Tinkturen auf Seidenpapier 100 cm × 100 cm, zwei Lambdaprinte (farbecht und komplementär).

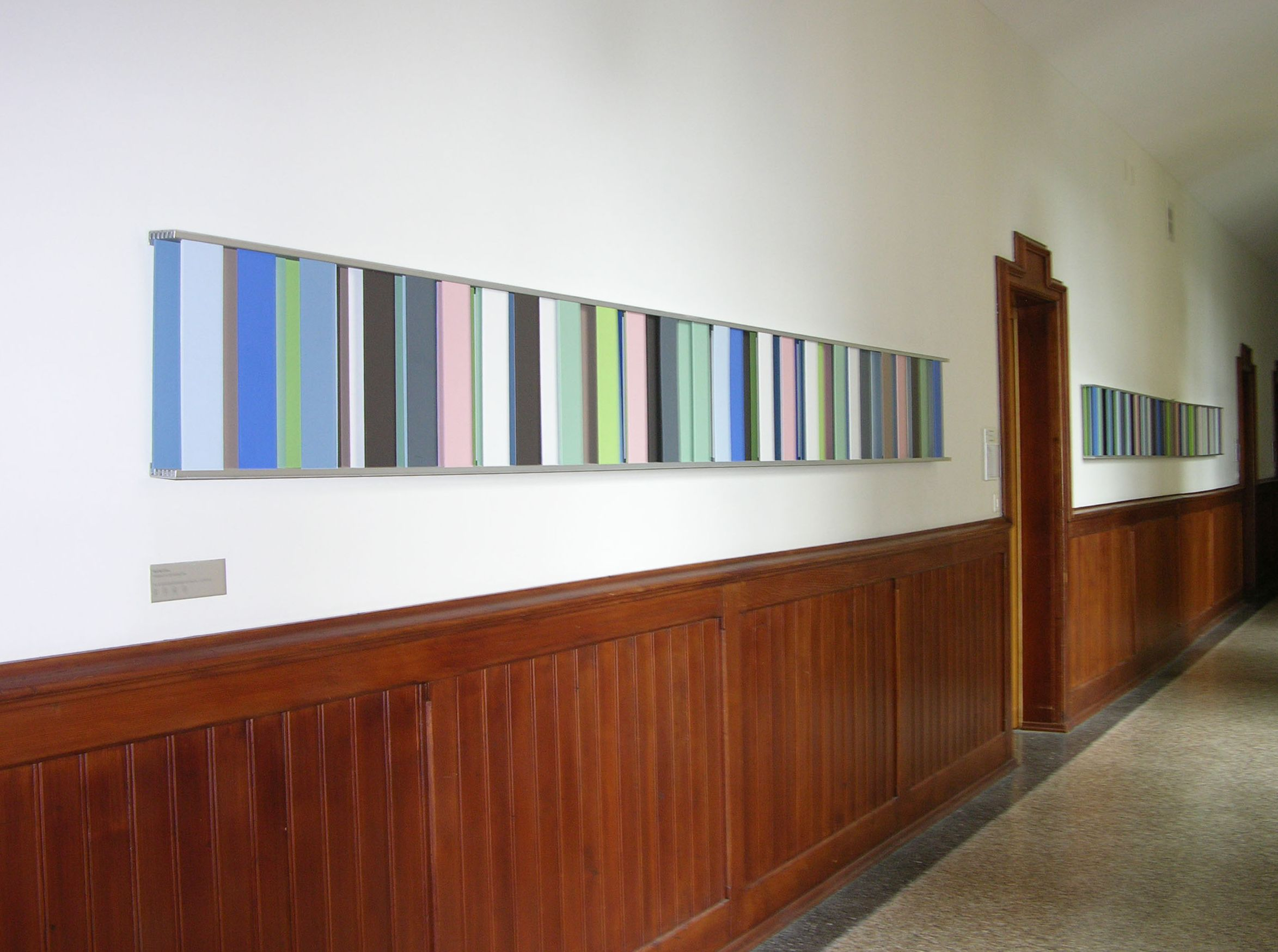
Installation von Ruth Maria Obrist
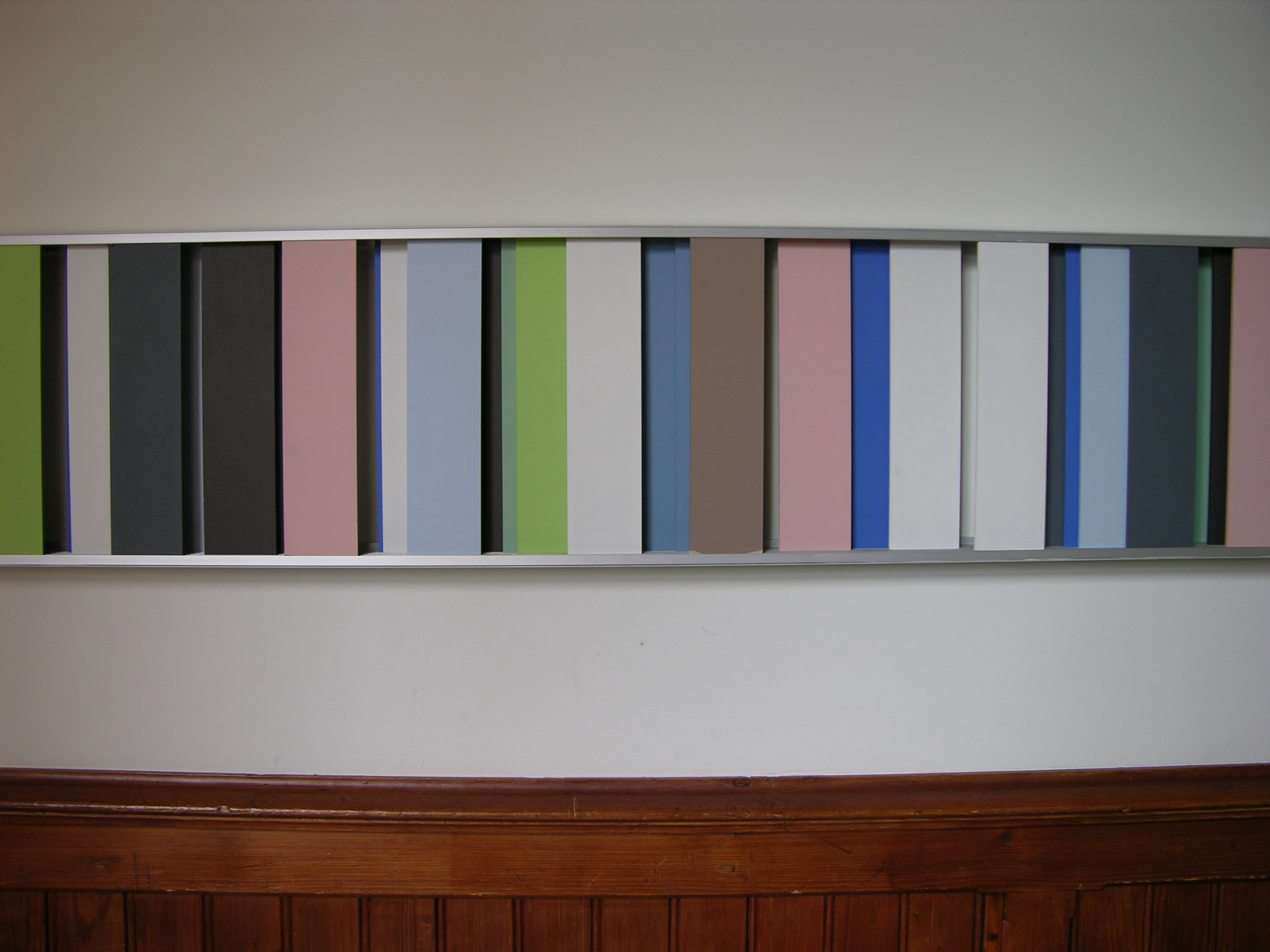
Detail der Installation von Ruth Maria Obrist
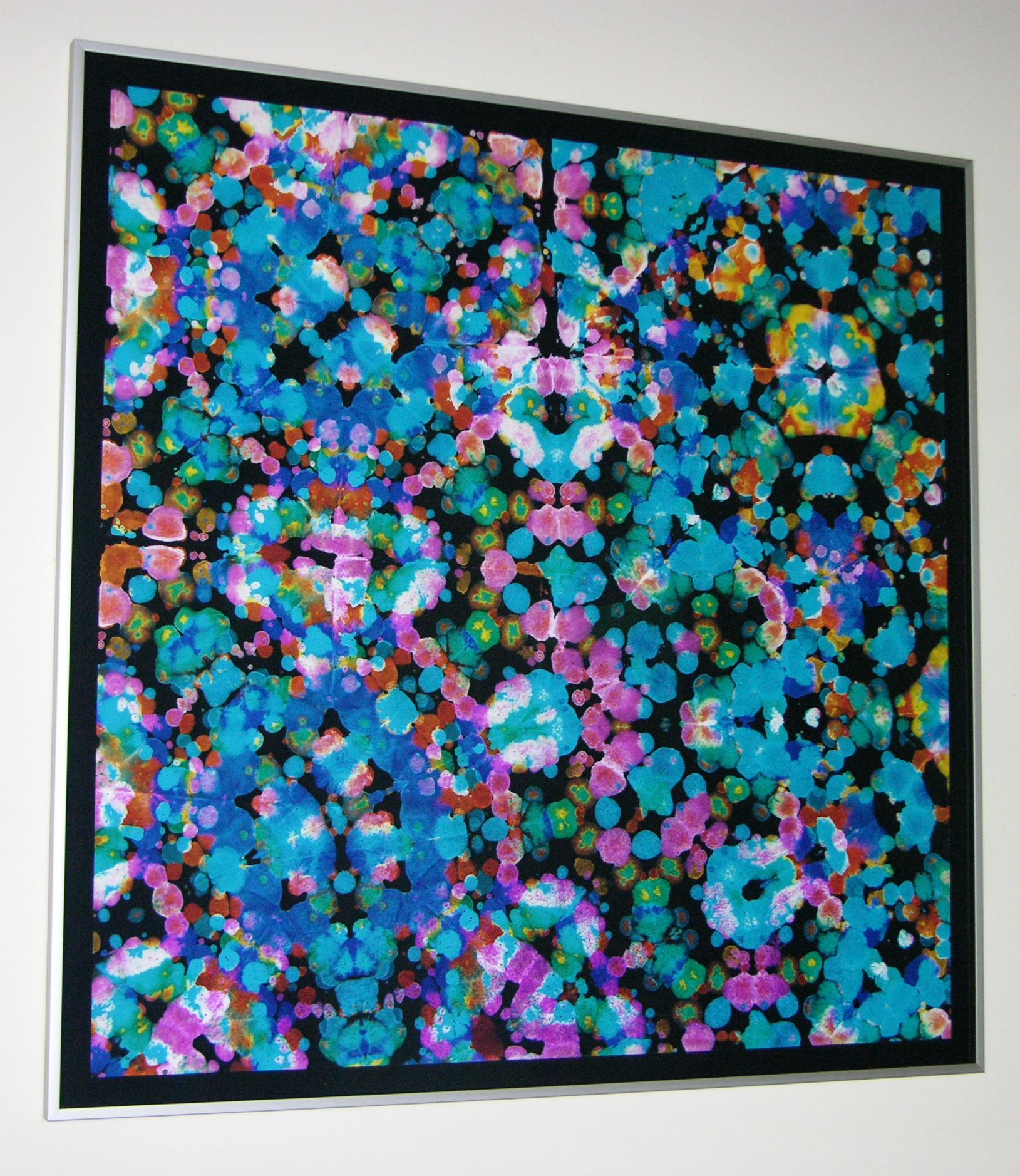
«negativ» des Kunstwerks von Max Matter
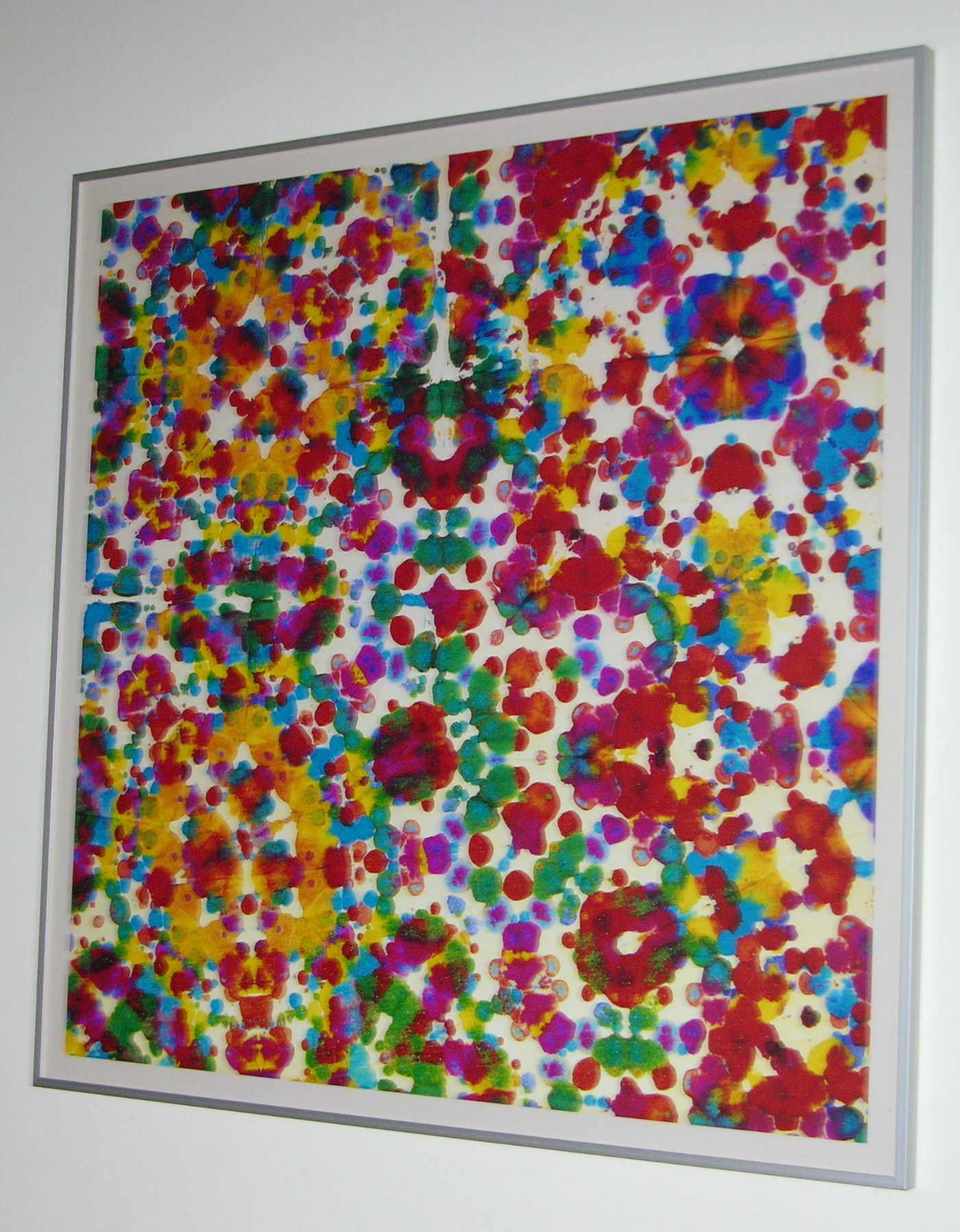
«positiv» des Kunstwerks von Max Matter
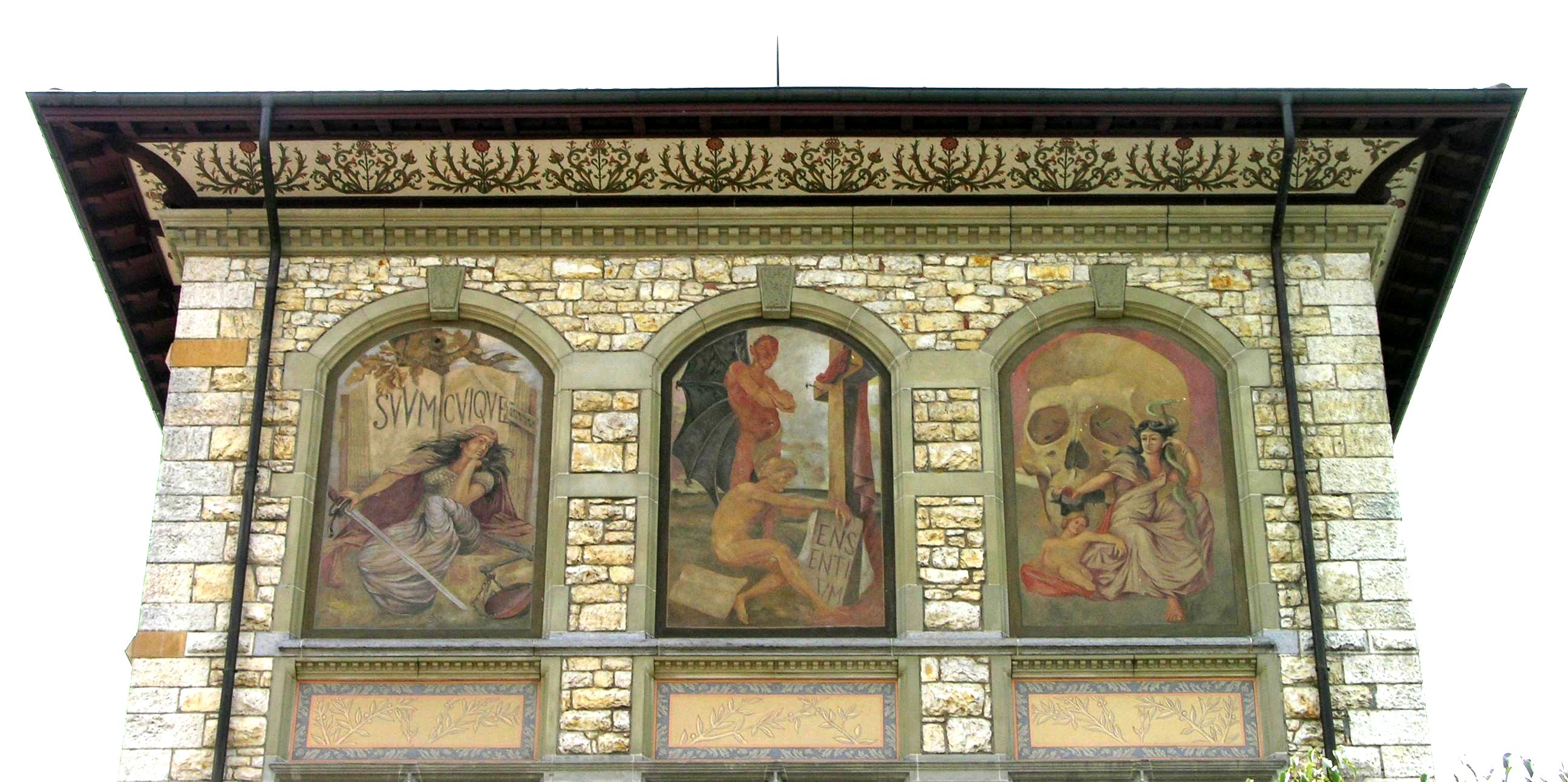
Zweiter Stock der Ost-Fassade des Einstein-Hauses
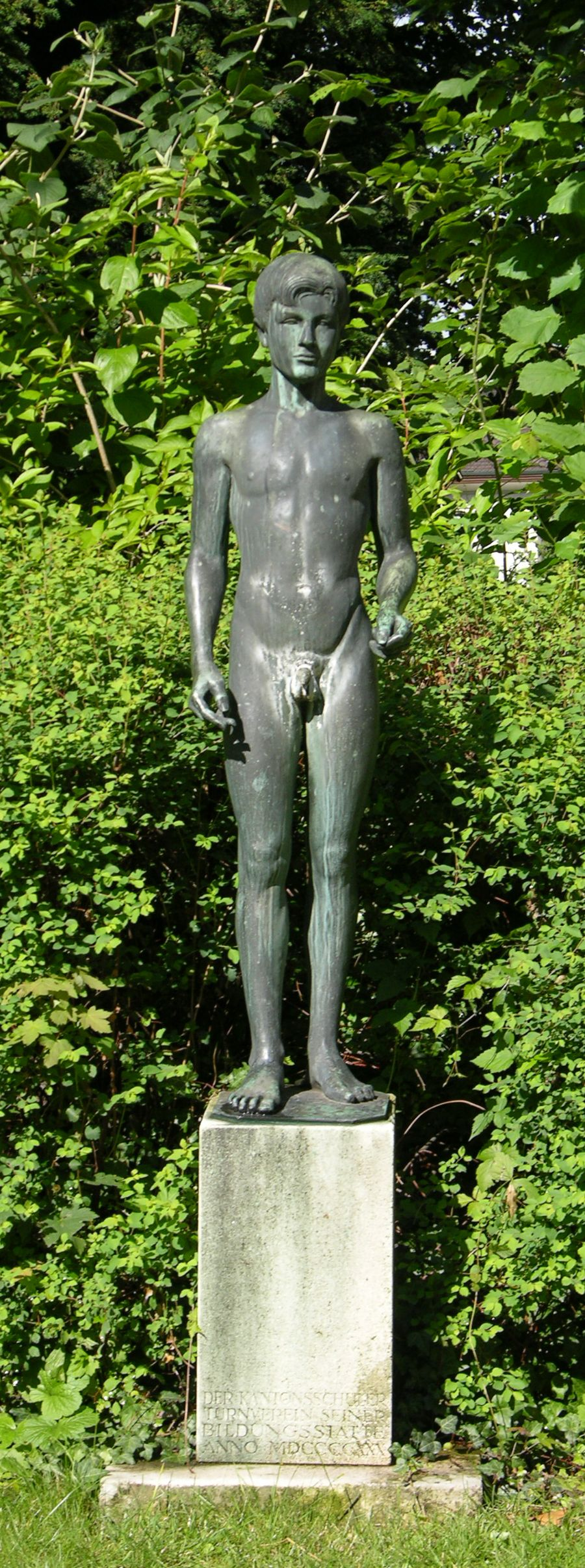
Statue der Verbindung «KTV» von 1930

Geschichte
1891 wurde das Feer-Herzog-Gut seiner zentralen Lage wegen von der Stadt erworben. Unter bestmöglicher Beibehaltung des Baumbestandes sollte hier ein städtischer Schulbezirk mit Kantonsschule, Gewerbeschule und Gewerbemuseum entstehen. Den Wettbewerb für die gesamte Anlage gewann Karl Moser, Teilhaber des Architekturbüros Curjel & Moser in Karlsruhe, der nach 1900 als Architekt und ab 1915 auch als ETH-Professor ein Wegbegleiter der Modernen Architektur in der Schweiz wurde. Für die 1896 eingeweihte Kantonsschule wählte er indes die Formen der deutschen Renaissance und stand damit noch ganz im Banne des Historismus des 19. Jahrhunderts.
1916 wurde auch noch ein Flügelanbau mit Sternwarte durch Karl Moser geplant. In der Sternwarte findet jedes Jahr ein öffentlicher, kostenloser Astronomiekurs statt.

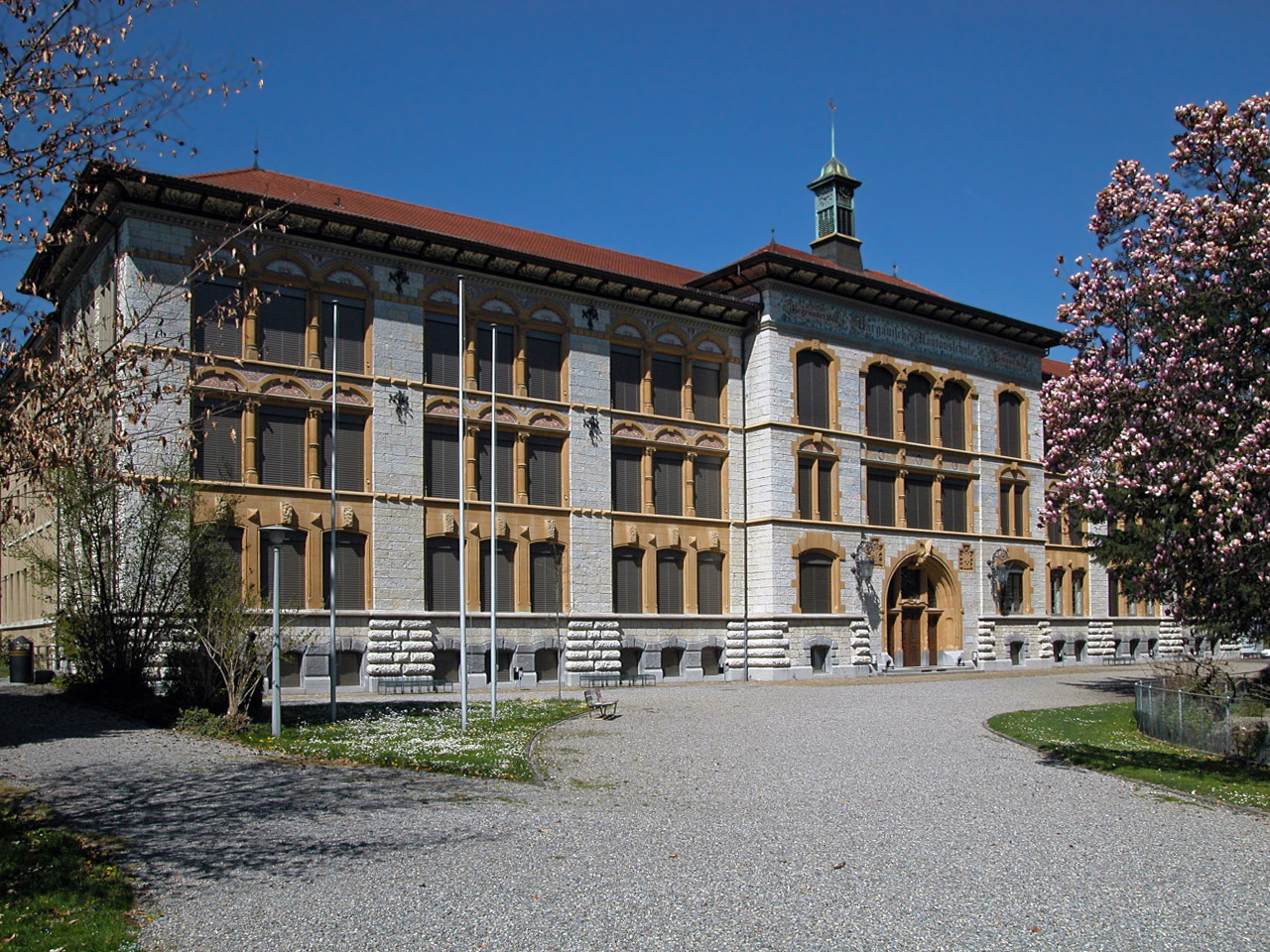
Einsteinhaus
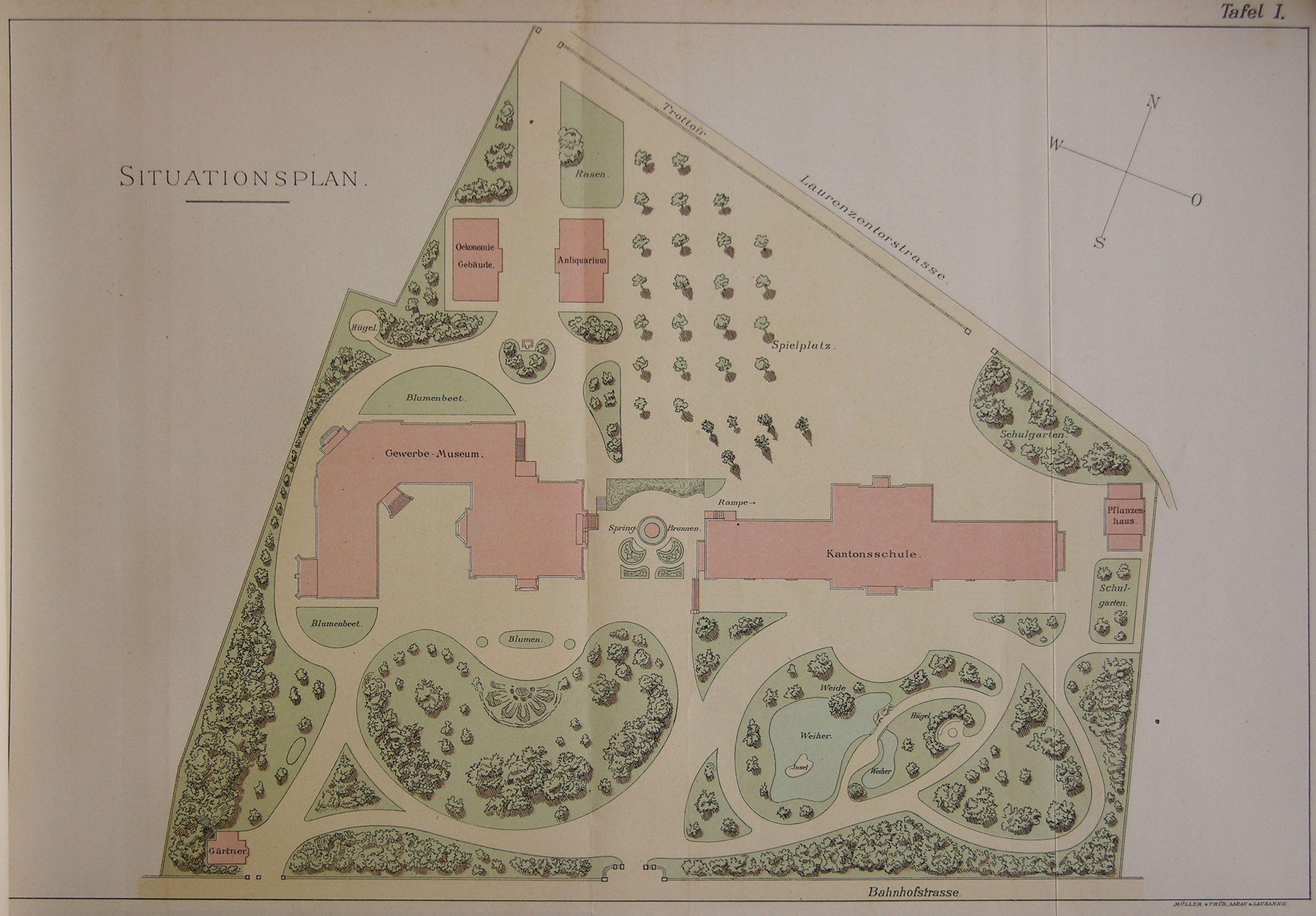
Situationsplan der AKSA um 1895
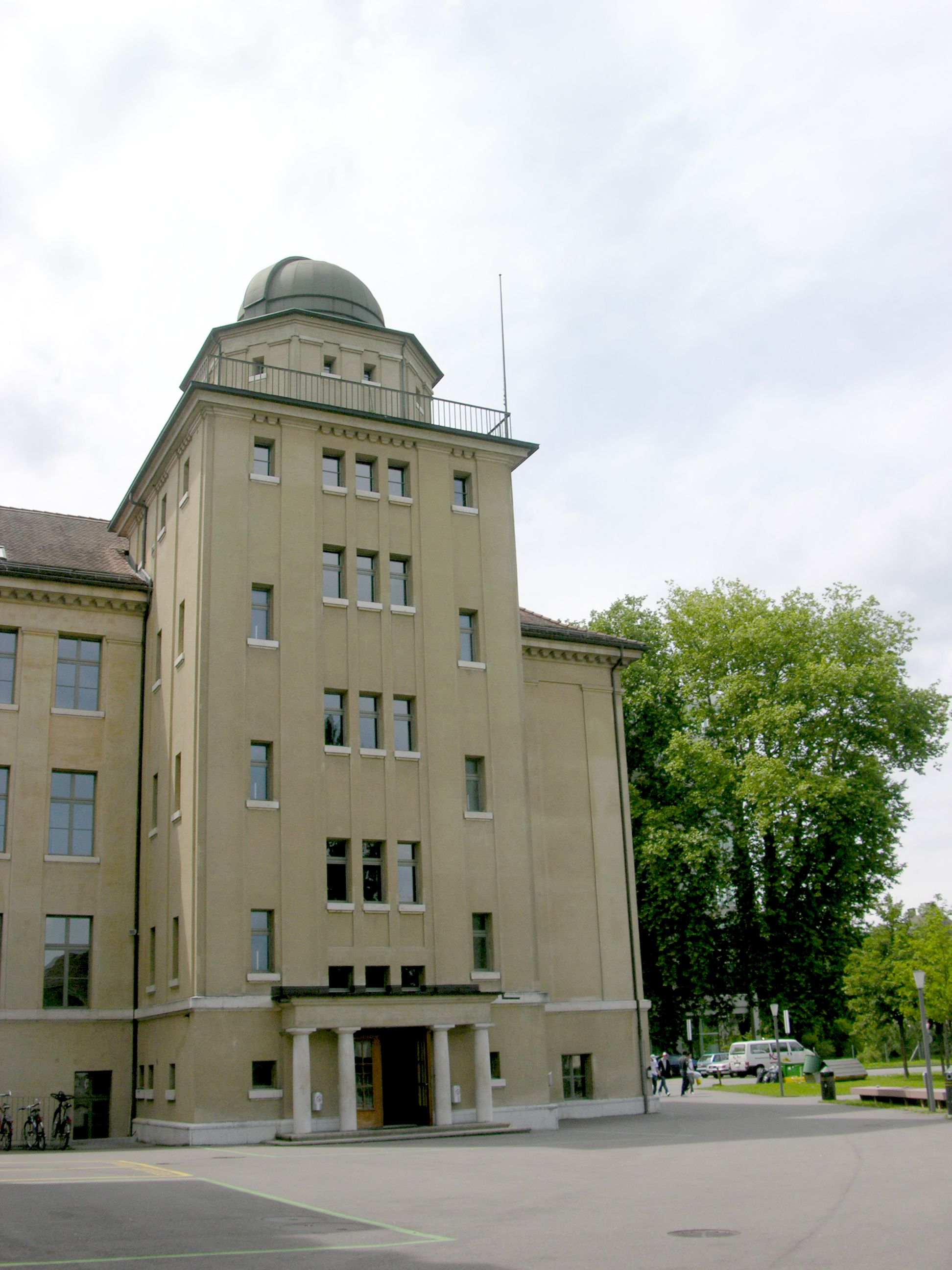
Flügelanbau mit Sternwarte

### Paul-Karrer-Haus

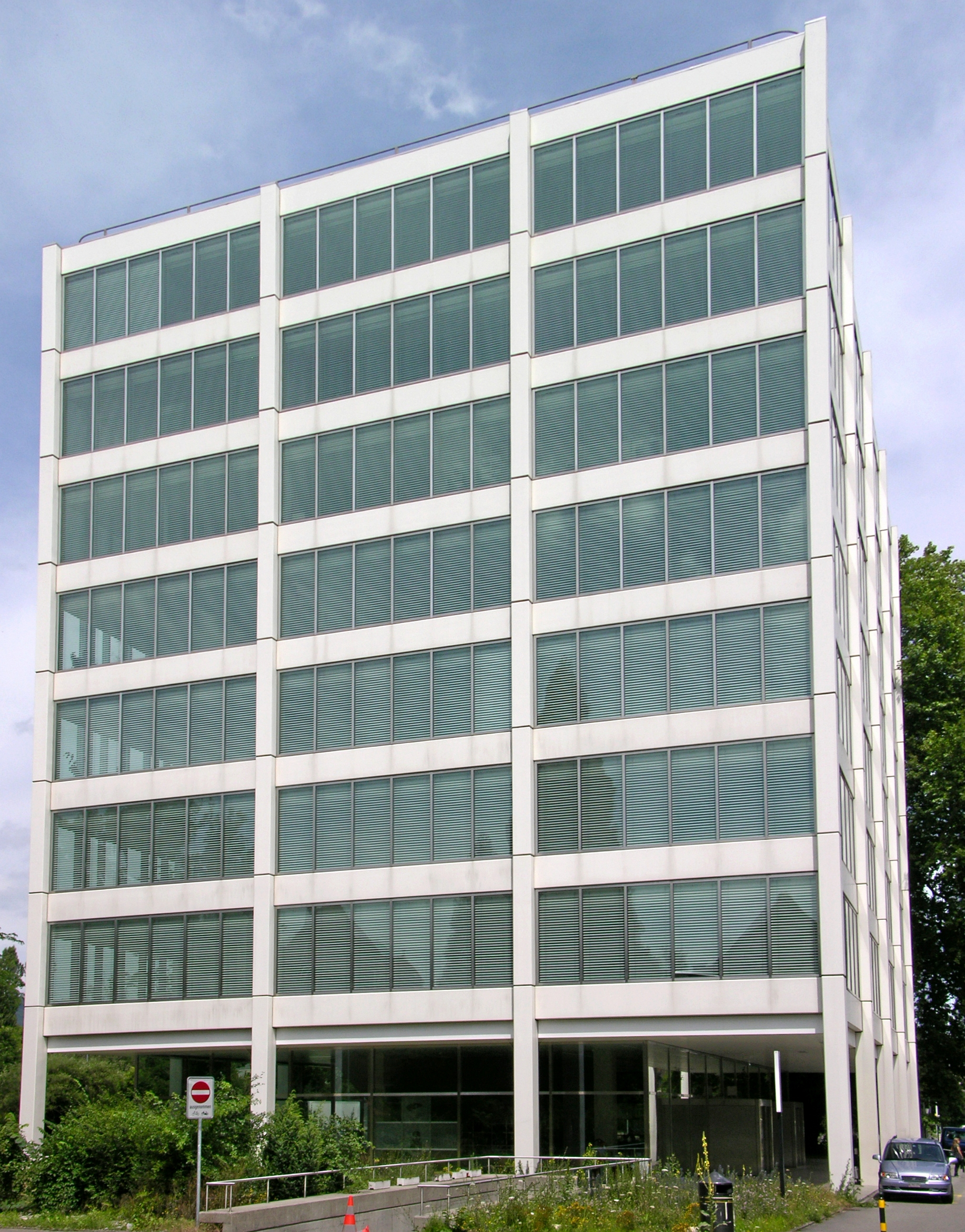
Paul-Karrer-Haus

Das Paul-Karrer-Haus ist benannt nach dem Schweizer Chemiker und Nobelpreisträger für Chemie (1889–1971).
Nutzung
Das Paul-Karrer-Haus (genannt: Aquarium) dient der Schule hauptsächlich als Gebäude für den naturwissenschaftlichen Unterricht und damit verbundene Praktika. Vereinzelt werden auch Sprachen unterrichtet. Im 1. Untergeschoss bieten reihenweise abschliessbare Kästchen den Schülerinnen und Schülern Lagerraum für Schulmaterialien, während sich im 2. Untergeschoss die Schutzräume der Schule befinden.
Kunst
Die Fenster im Parterre sind zusammen mit einem darauf dargestellten (und sich auch im Erdgeschoss befindlichen Körper) ein Kunstwerk des Aargauer Künstlers Hugo Suter.

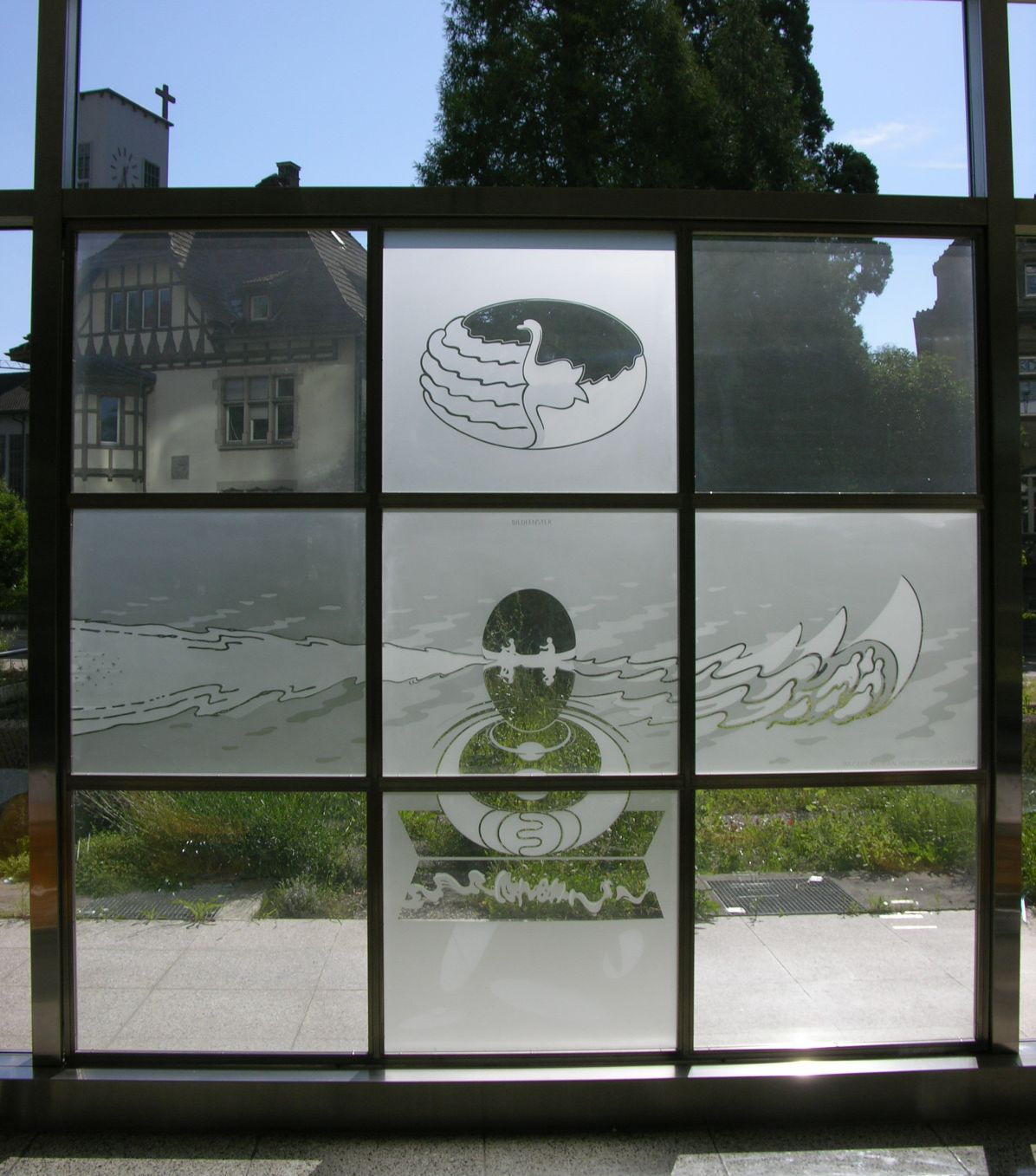
Fensterbild von Hugo Suter
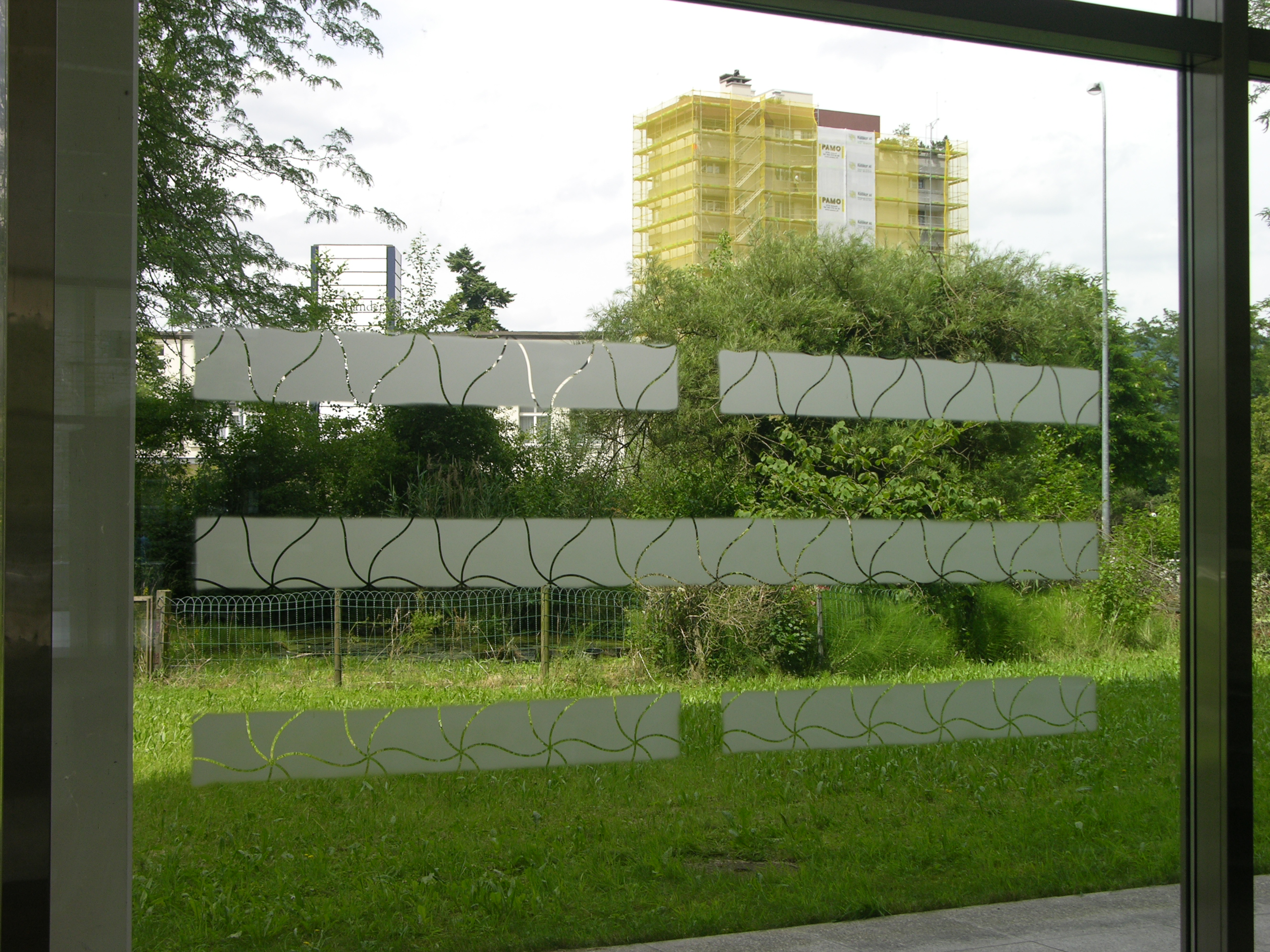
Fensterbild von Hugo Suter
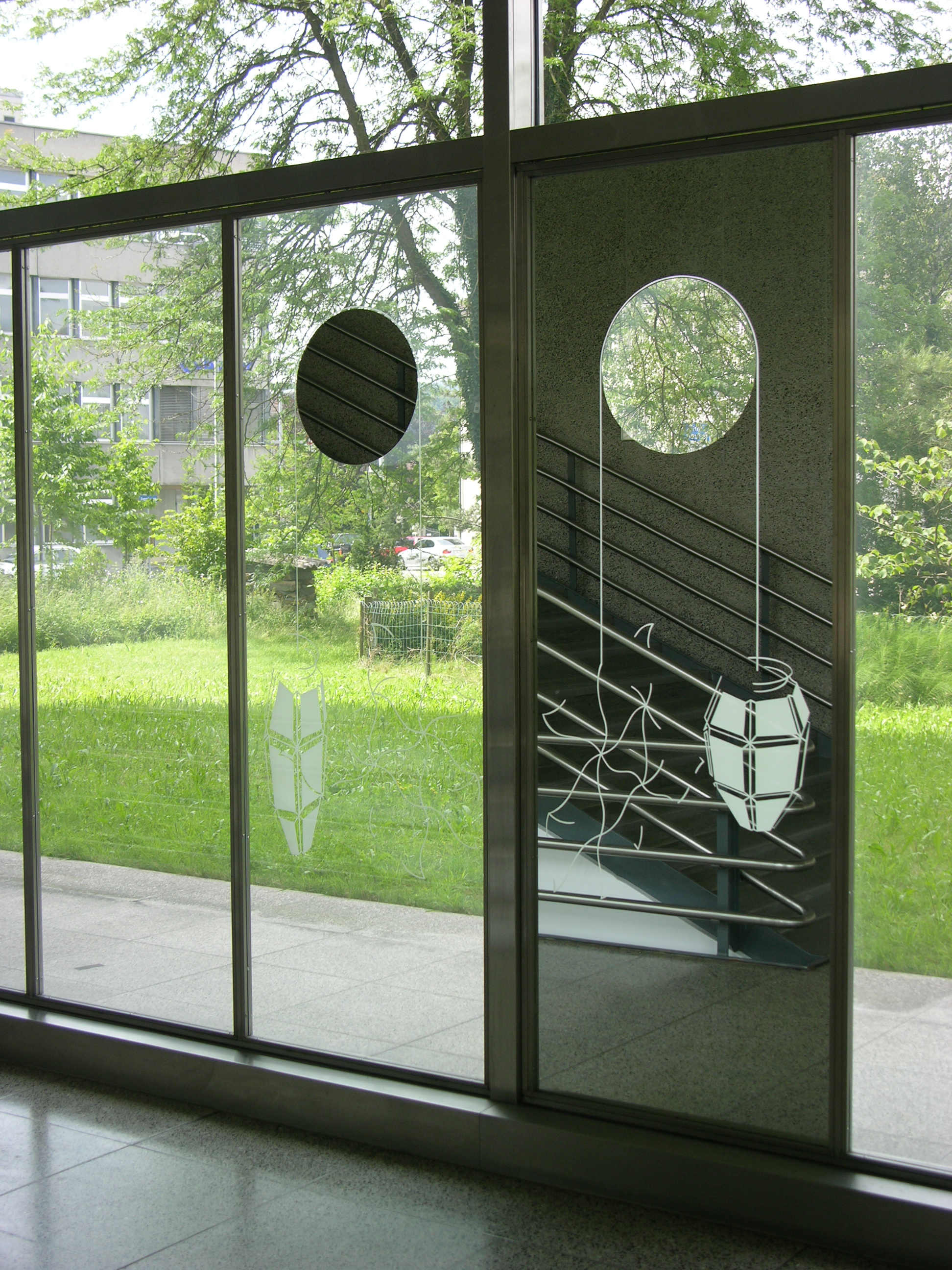
Fensterbild von Hugo Suter

Geschichte
Das zunächst nach dem Naturwissenschafter Paul Steinmann «Steinmannhaus» genannte Schulgebäude von Barth und Zaugg von 1969 strahlt Modernität und Fortschrittsglauben aus. Die Architekten zählten zur Solothurner Schule, die ihre Bauten aus Stahl, Beton und Glas nach dem Beispiel von Mies van der Rohe auf einfache, geometrische Körper reduzierte. Das hohe Haus auf kleinem Grundriss verbaute den alten Park nur wenig. In städtebaulicher Hinsicht war das Wettbewerbsprojekt (1961) noch provokativer gewesen: Ein 13-geschossiges Turmhaus an der Bahnhofstrasse. Der an zentraler Lage geplante Akzent löste im Grossen Rat eine hitzige Hochhausdebatte aus, die mit einem Kompromiss endete: Das Gebäude wurde auf acht Geschosse reduziert und in den «hinteren Teil» des Parkes verbannt, weshalb es heute an die (ruhigere) Laurenzenvorstadt grenzt; statt in Stahl/Glas musste es in Beton aufgeführt werden.
Weithin unbekannt ist auch, dass sich im Gebäude ein vom Untergeschoss bis nach obenhin reichender Lüftungsschacht befindet («Kühlturm»), der aber beim letzten Umbau ausser Betrieb genommen und verschlossen wurde, sodass er heute nicht mehr betreten werden kann. Er befindet sich im südwestlichen Teil des Kernes des Gebäudes, in welchem sich auch Lifte, Nottreppenhaus und Toiletten befinden.
Bis am 13. März 2005 (letzte Messung), befand sich auf dem Dach des Gebäudes eine Luftelektrische Station. Die Station verfügte über ein Nebelmessgerät, dessen Blinken von der anderen Aareseite her gut zu sehen war.

### Karl-Moser-Haus

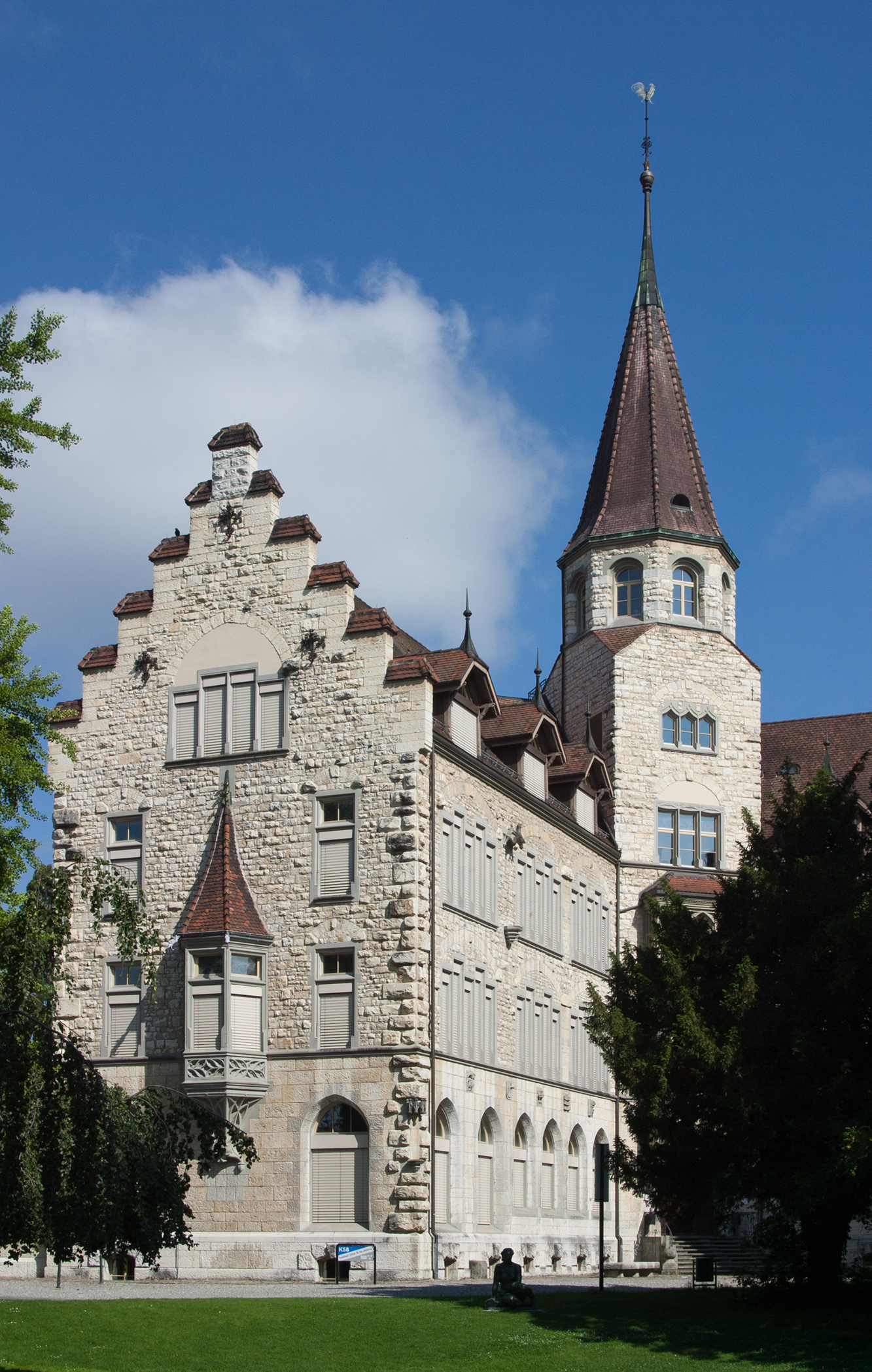
Ansicht des Karl-Moser-Hauses

Das Karl Moser-Haus ist benannt nach seinem Architekten (1860–1936), der fast zur gleichen Zeit auch das Einstein-Haus erbaut hat.
Nutzung
Im Karl-Moser-Haus befindet sich die Kantonale Schule für Berufsbildung (KSB), wo Jugendliche, die nach der obligatorischen Schulzeit keine Lehrstelle gefunden haben, ein 10. Schuljahr absolvieren können. Ausserdem befindet sich im Erdgeschoss das Lehratelier für Modegestaltung, wo Lernende zum Bekleidungsgestalter bzw. zur Bekleidungsgestalterin ausgebildet werden. Bis 2008 war im Erdgeschoss die Bibliothek der AKSA untergebracht. Sie wurde im selben Jahr in das neu eingerichtete Frank-Wedekind-Haus überführt.
Kunst
Im zweiten Stock sind als Fensterbilder im Haupttreppenhaus die Wappen von Muri und Klingnau sowie ein veraltetes Küttigerwappen abgebildet. Die Fensterscheiben wurden von der Firma Adolf Kreuzer aus Zürich im Jahre 1896 gefertigt.
Auf der südlichen Fassade sind neun kunstvoll gehauene Steine zu sehen. Auf manchen sind Wappenschilde zu sehen, auf anderen Figuren und auf einem auch ein Leitspruch für die Gewerbeschule. Am südlichen Anbau, sind zudem oberhalb der Fenster zwei Wappen angebracht. Zwei leere Wappenschilde befinden sich unterhalb des Erkers an der Südseite.

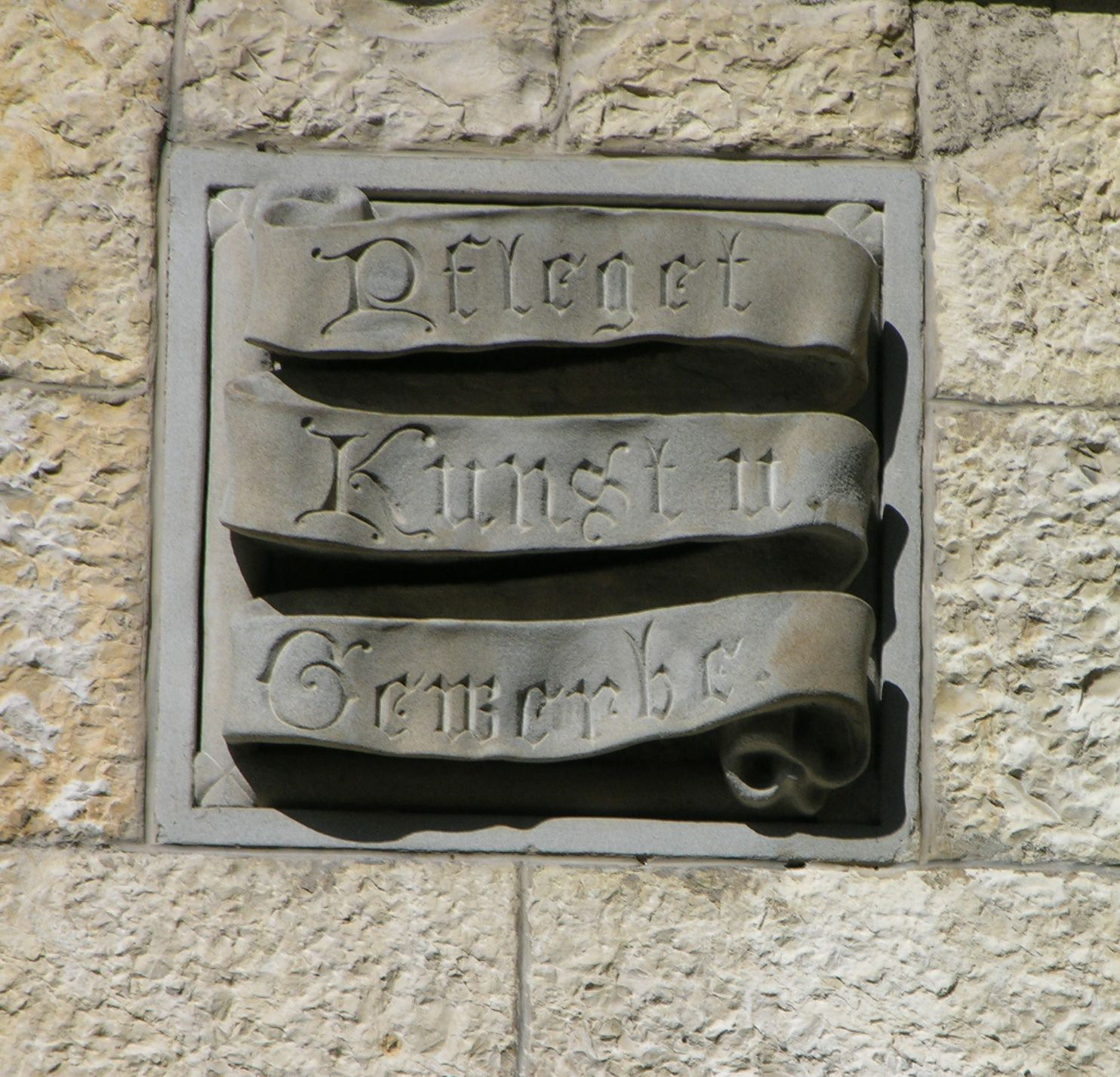
«Pfleget Kunst u. Gewerbe»
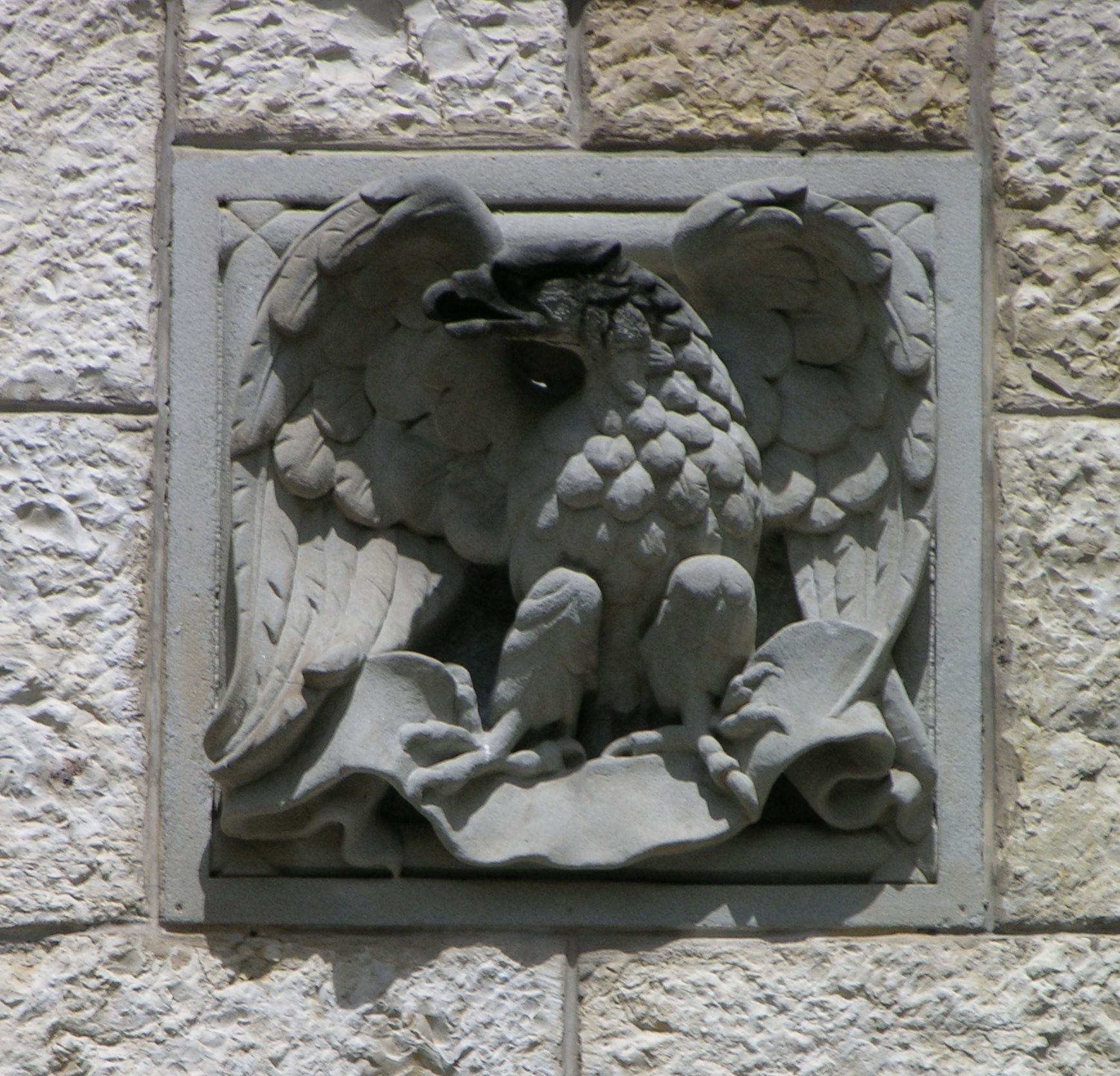
Adler
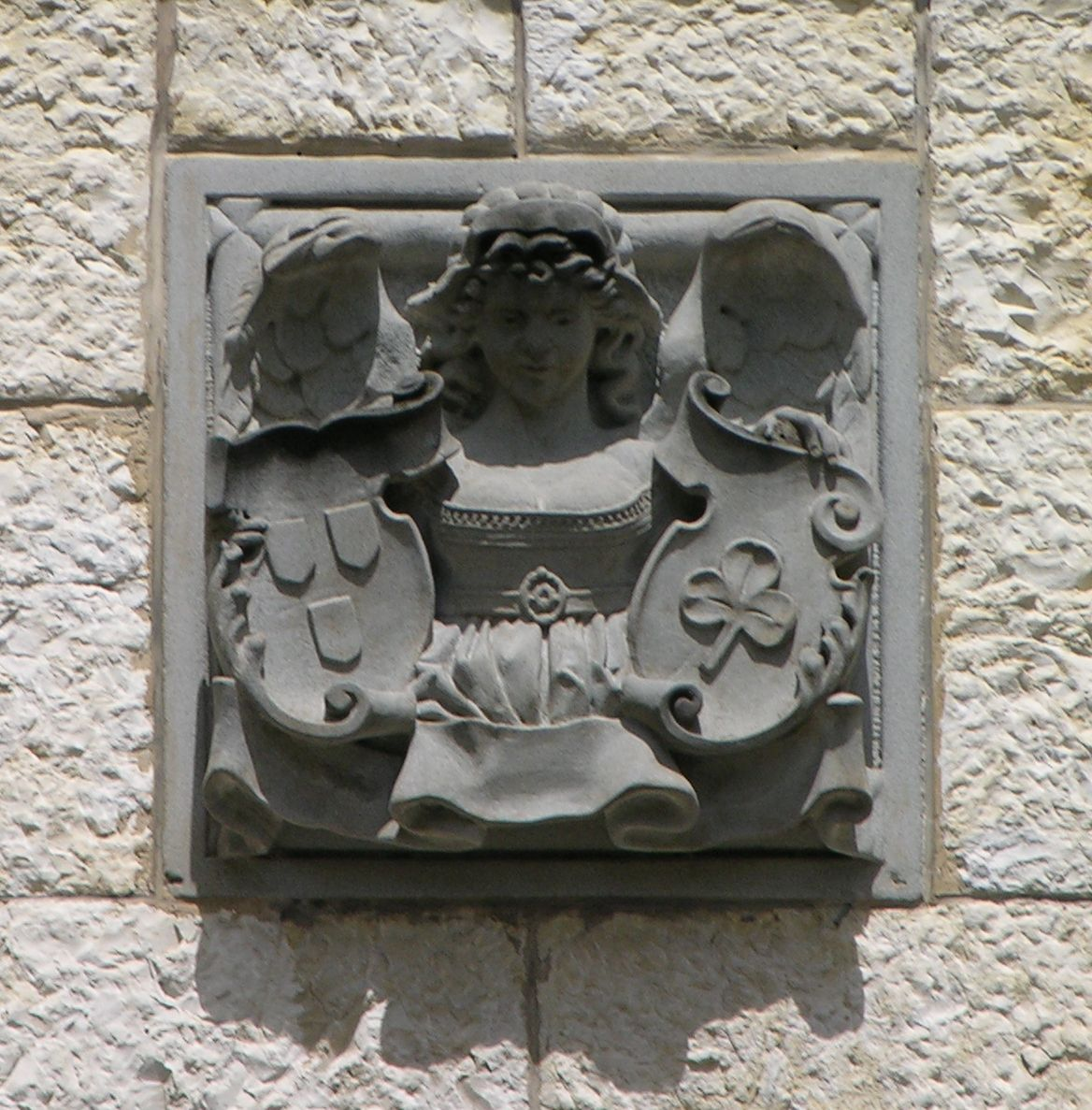
Dame mit zwei Wappenschilden (Links: Aefligen (?), rechts: Berikon (?))
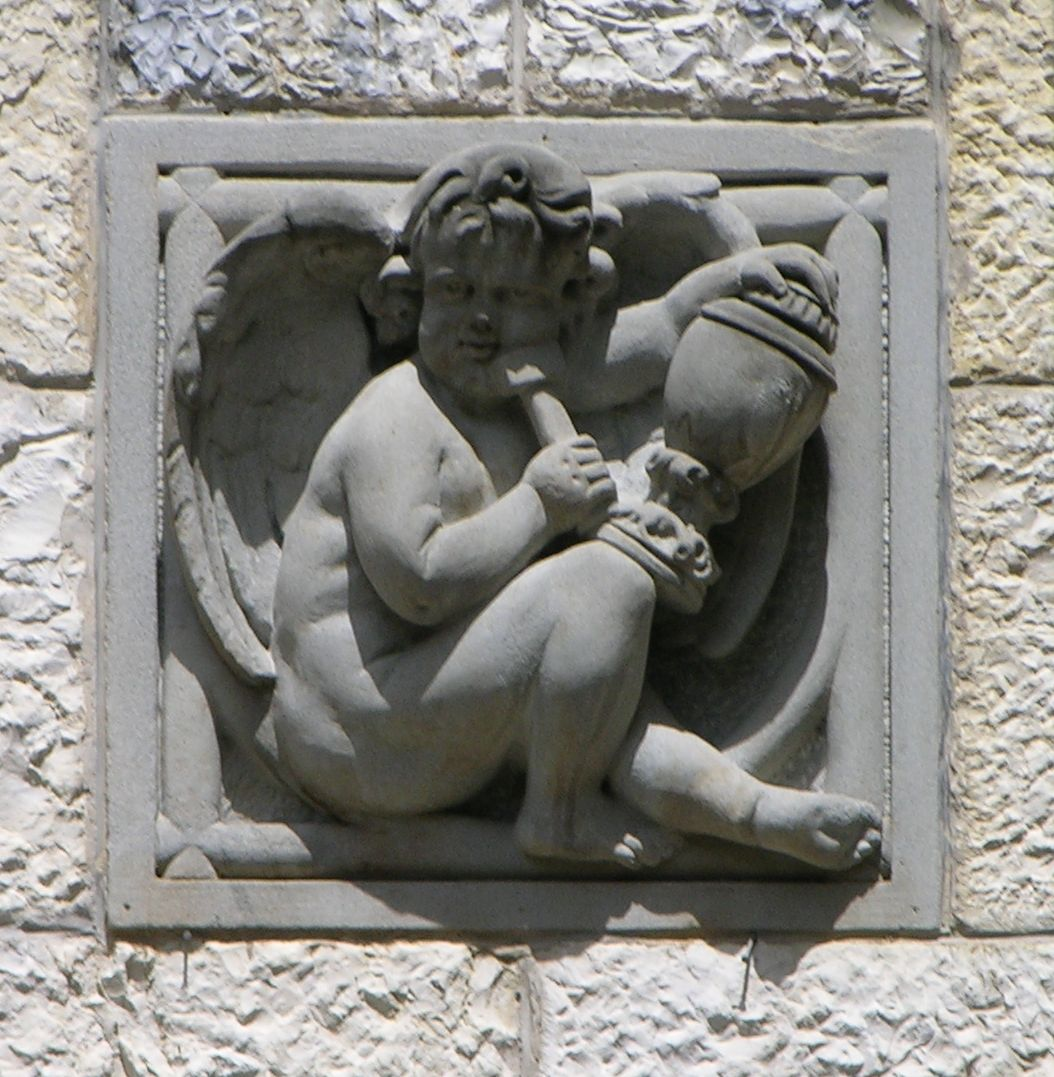
Knabe mit Pokal
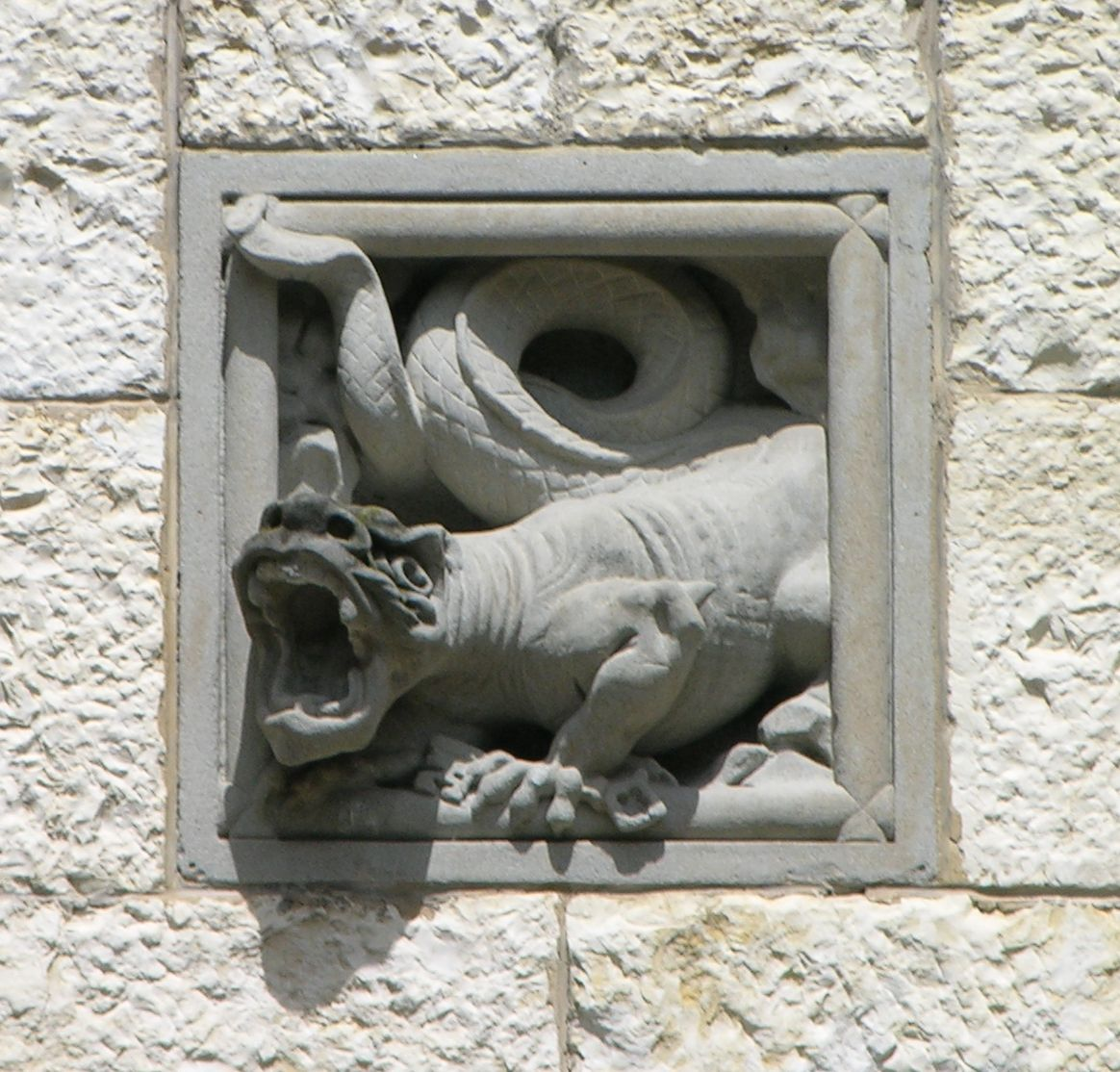
Drachen
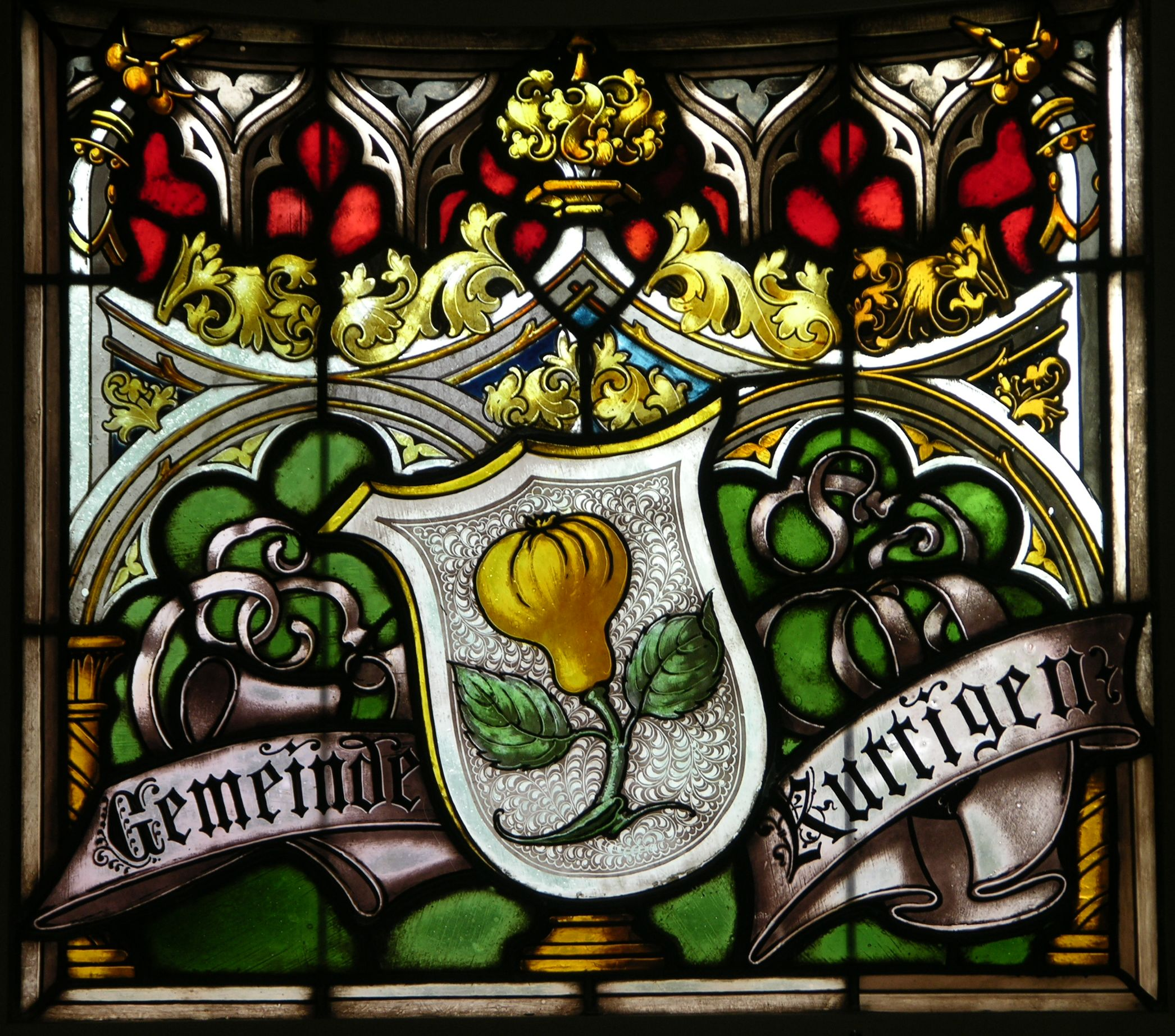
Altes Küttigerwappen
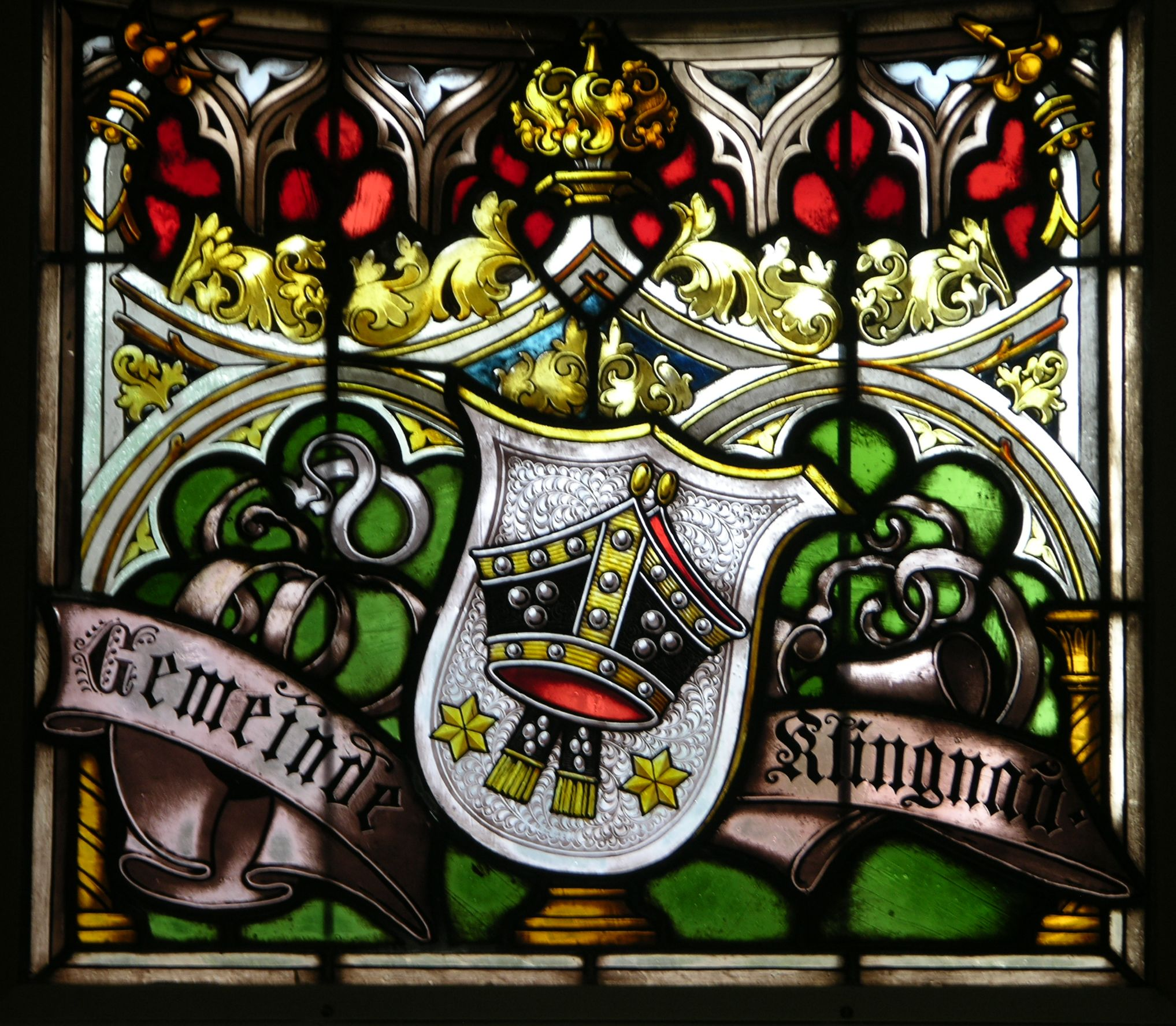
Klingnauerwappen
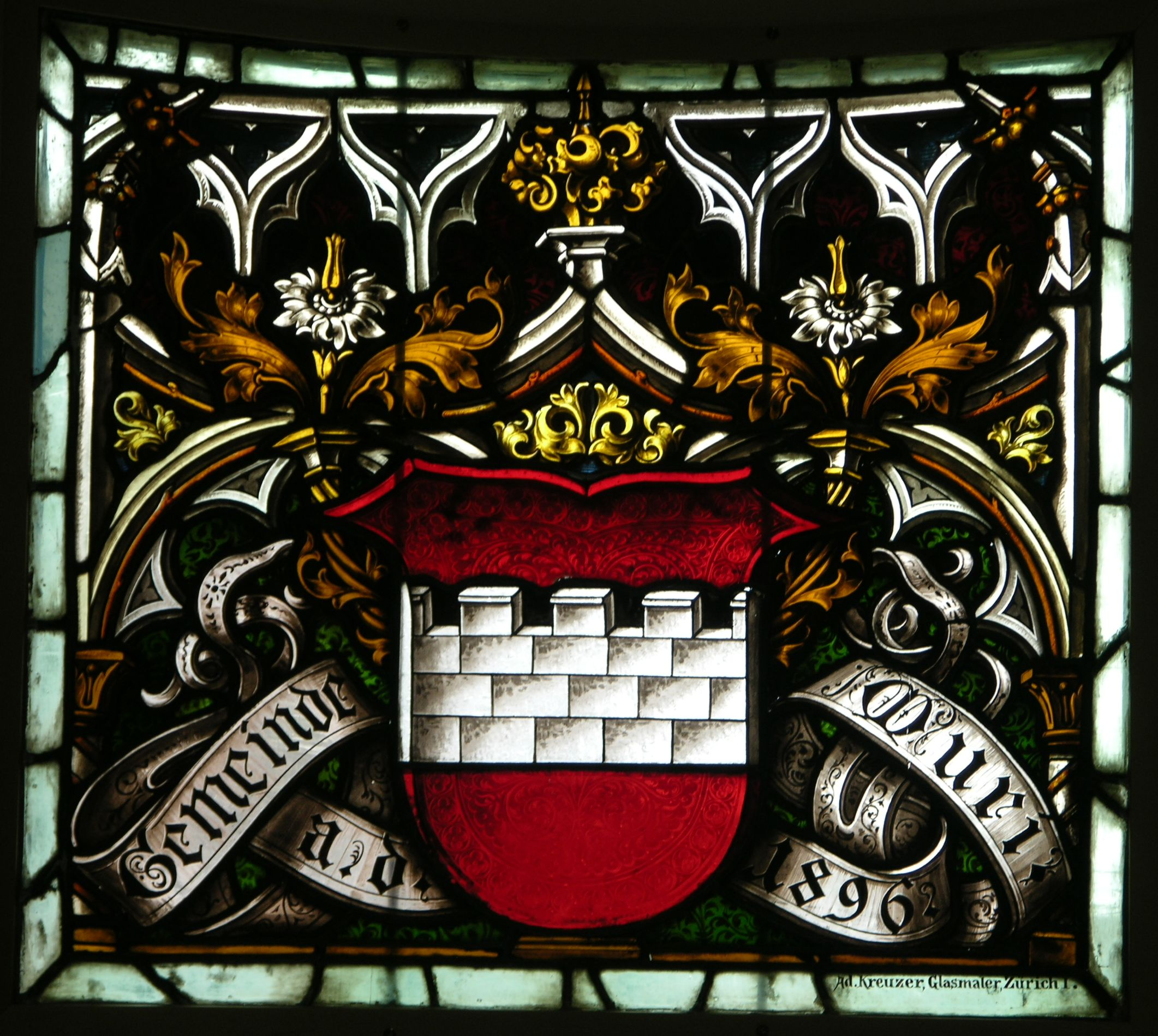
Altes Wappen von Muri
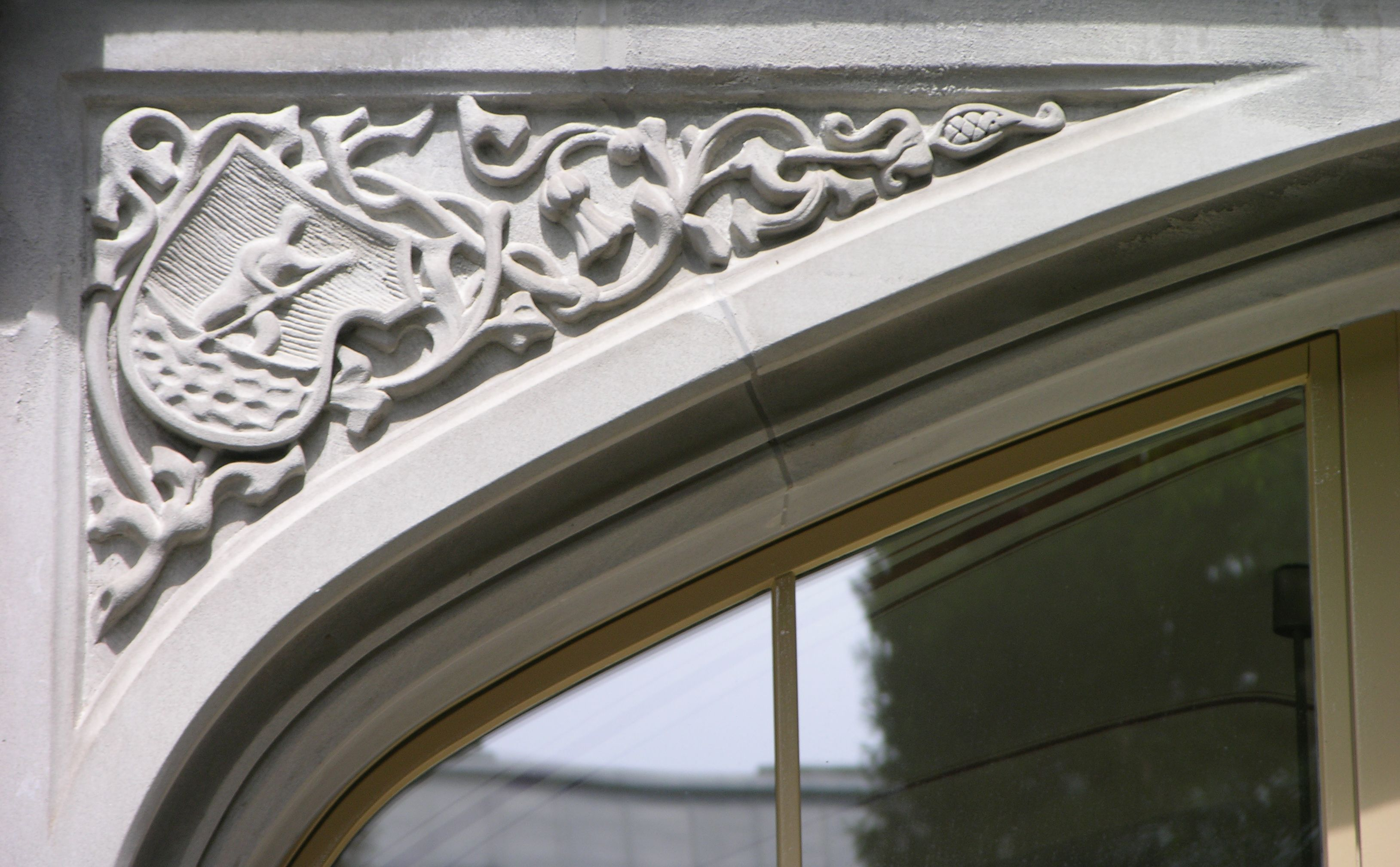
Wappen (wovon?)
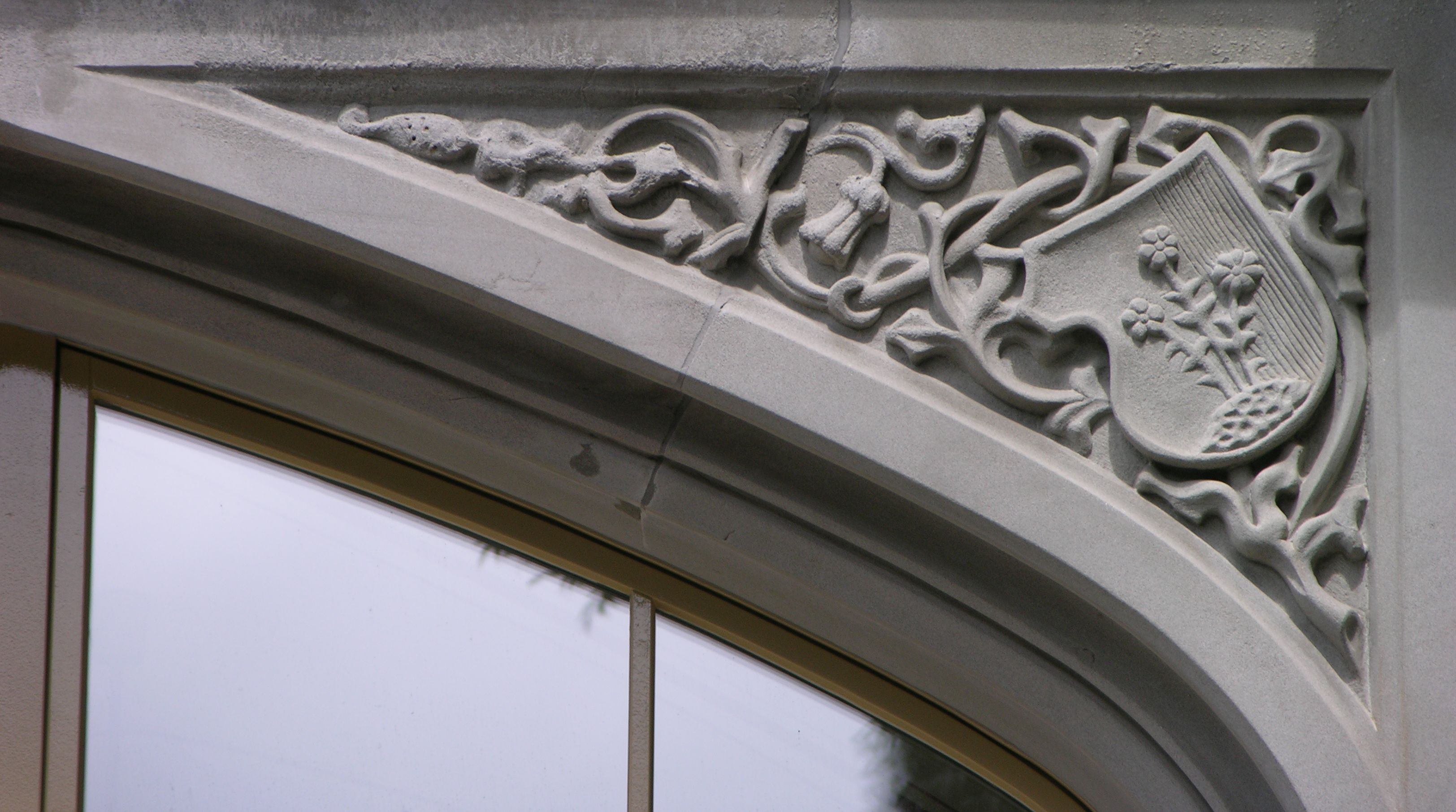
Wappen (wovon?)
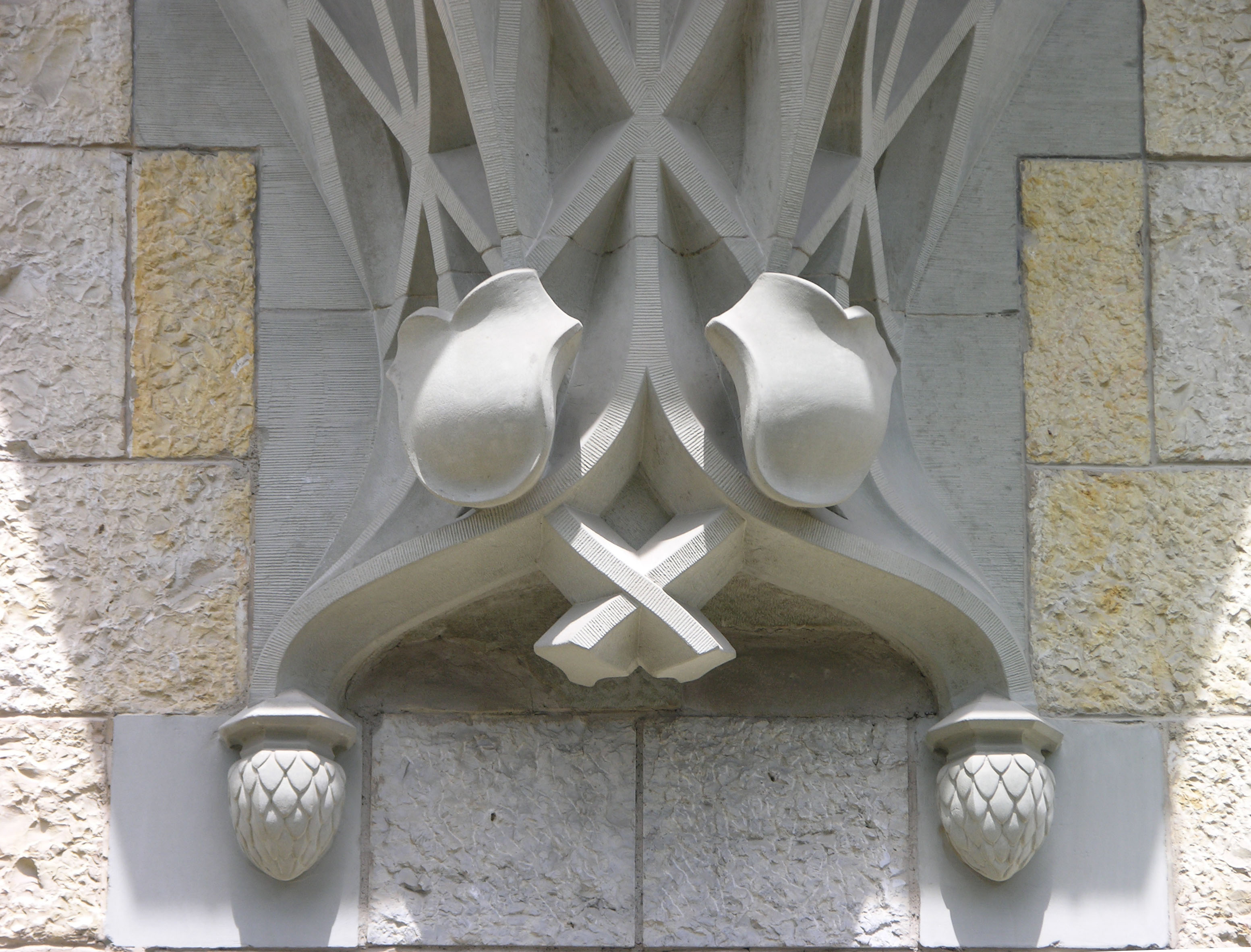
Zwei leere Wappenschilde

Geschichte

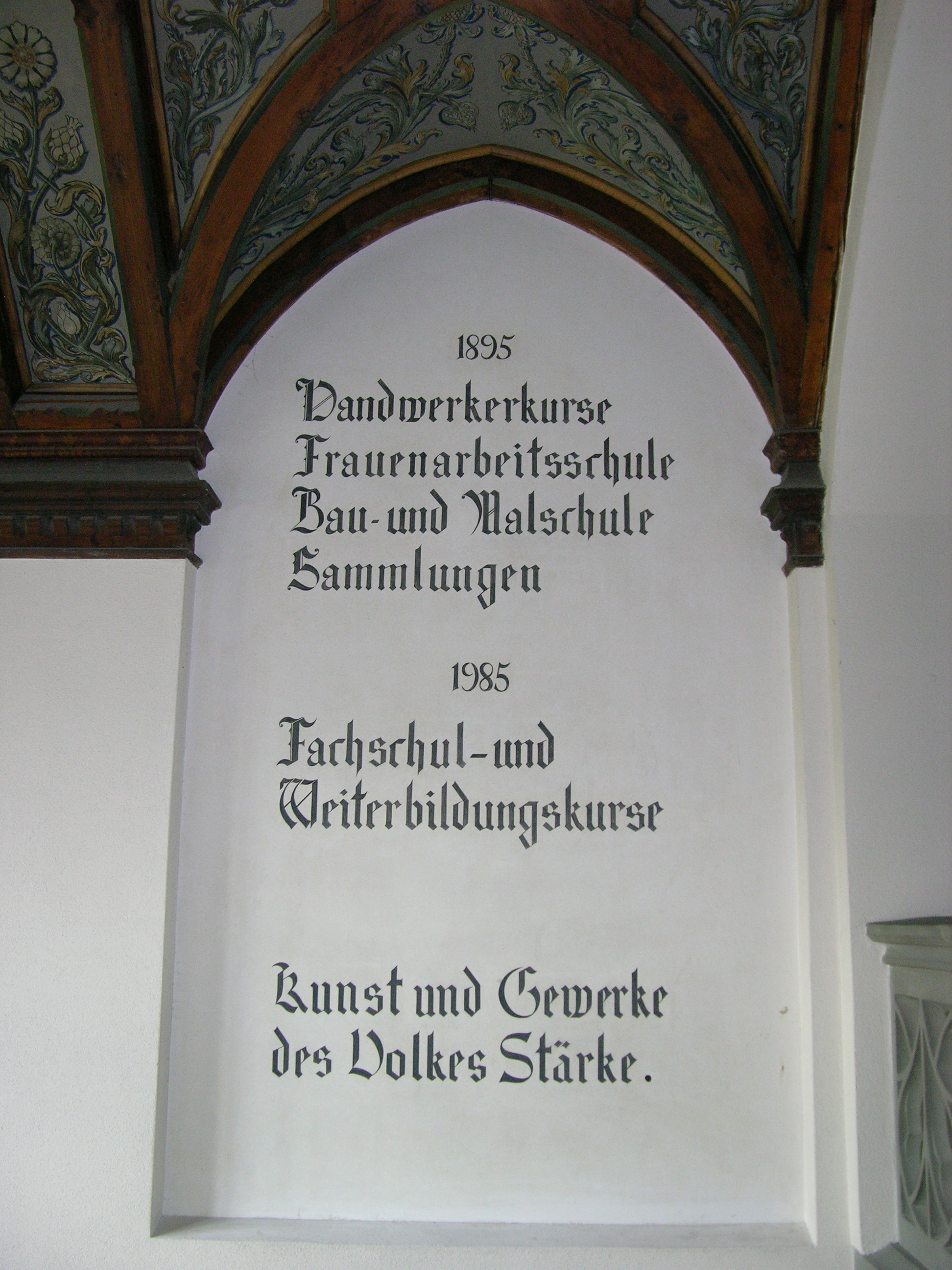
Schrift im dritten Stock des Karl-Moser-Hauses

Das Gewerbemuseum samt Gewerbeschule kam 1896 neben der gleichzeitig neu gebauten Kantonsschule im Park des Feer-Herzog-Gutes zu stehen. Für die Gesamtüberbauung wurde 1892 ein Wettbewerb ausgeschrieben.
Das erstprämierte Projekt von Karl Moser ergänzte die neugotische Villa Feer von 1862 mit Spitzgiebeln und fügte ihr einen hofbildenden Winkelbau in neugotischem Stil an. Dieser homogenisierenden Lösung kam der Stilpluralismus des späten 19. Jahrhunderts entgegen. Konzeptionell ein interessantes Beispiel dafür, wie man eine grossbürgerliche Villa, statt abzubrechen, durch eine Erweiterung und bauliche Einverleibung einer neuen Nutzung zuführen kann.
Das Gebäude gilt als ein Hauptwerk der neugotischen Profanarchitektur im Aargau. Um 1895 fanden in den Räumen Handwerkerkurse, eine Frauenarbeitsschule, Bau- und Malschule sowie Sammlungen, um 1985 Fachschul- und Weiterbildungskurse ein neues Zuhause. Die Inschriften an der Wand im dritten Stock erinnern an die Geschichte der im Haus untergebrachten Institutionen, ergänzt mit dem Spruch «Kunst und Gewerke – des Volkes Stärke».

### Frank-Wedekind-Haus

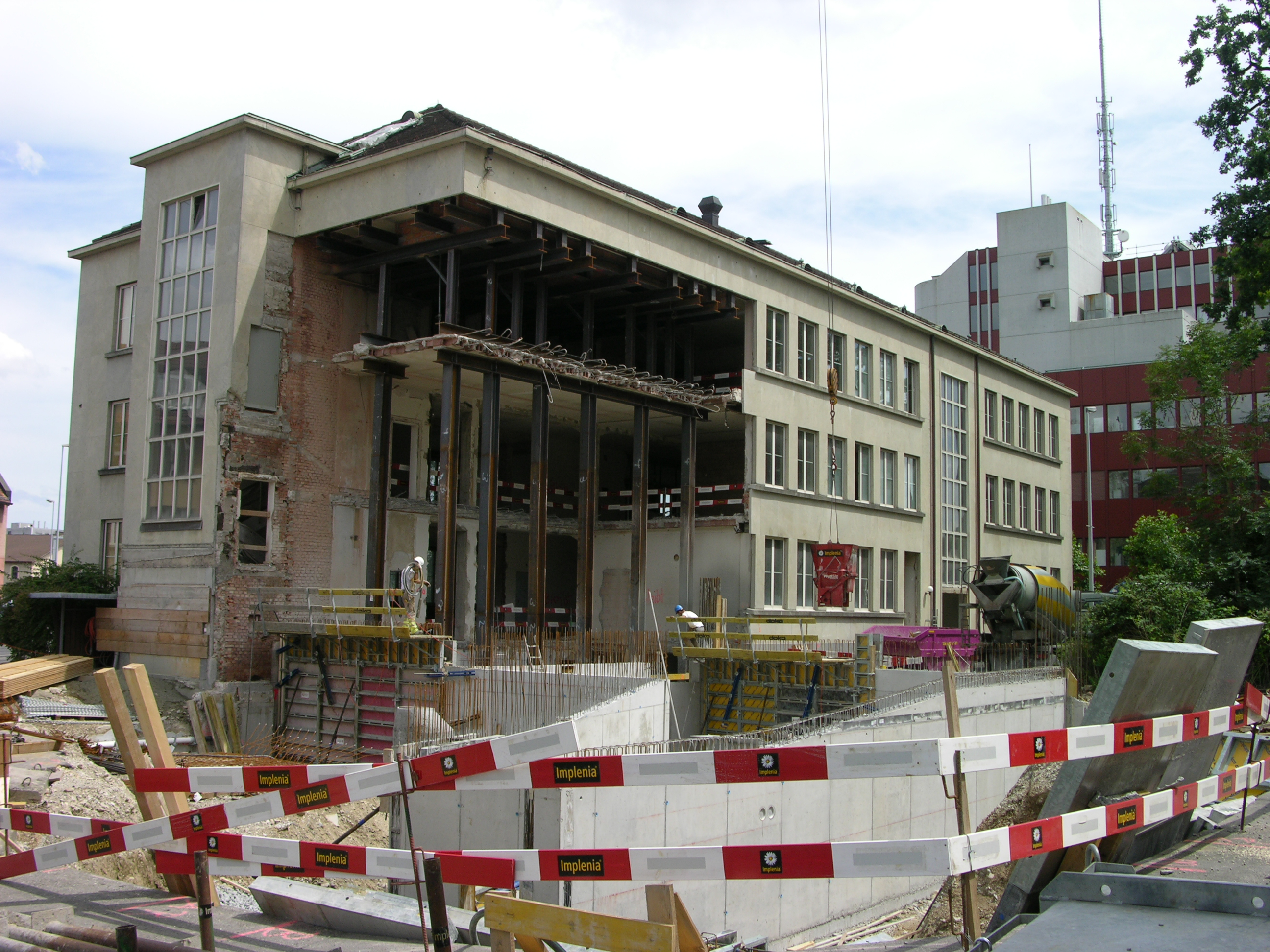
Wedekind-Haus im Bau
Ende Juni 2007

Das Frank-Wedekind-Haus ist benannt nach dem deutschen Schriftsteller, Dramatiker und Schauspieler Frank Wedekind, der ab 1879 hier zur Schule ging, und den Dichterbund Senatus Poeticus gründete.
Nutzung
Im Erdgeschoss ist eine Mensa/Cafeteria ohne Produktionsküche untergebracht. Ein Medienzentrum, das auf dem Areal an einem einzigen Ort die biblio- und mediothekarischen Bedürfnisse beider Schulen (AKSA und Kantonale Schule für Berufsbildung KSB) abdeckt, befindet sich im 1. Obergeschoss. Im Untergeschoss und im 2. Obergeschoss haben Werkstätten und Zeichenräume für das bildnerische Gestalten Platz gefunden.
Geschichte
Das Gebäude wurde 1933 von den Aarauer Architekten Richner & Anliker für das Aargauische Versicherungsamt AVA erbaut. Letzteres wurde per Ende 2007 aufgelöst, nachdem das Gebäude bereits einige Zeit leer gestanden war. Von November 2006 bis Juni 2008 wurde es dann vollständig renoviert und mit einem Anbau – anstelle des alten Annexbaus mit Splitlevel – ergänzt.

### János Tamás-Haus

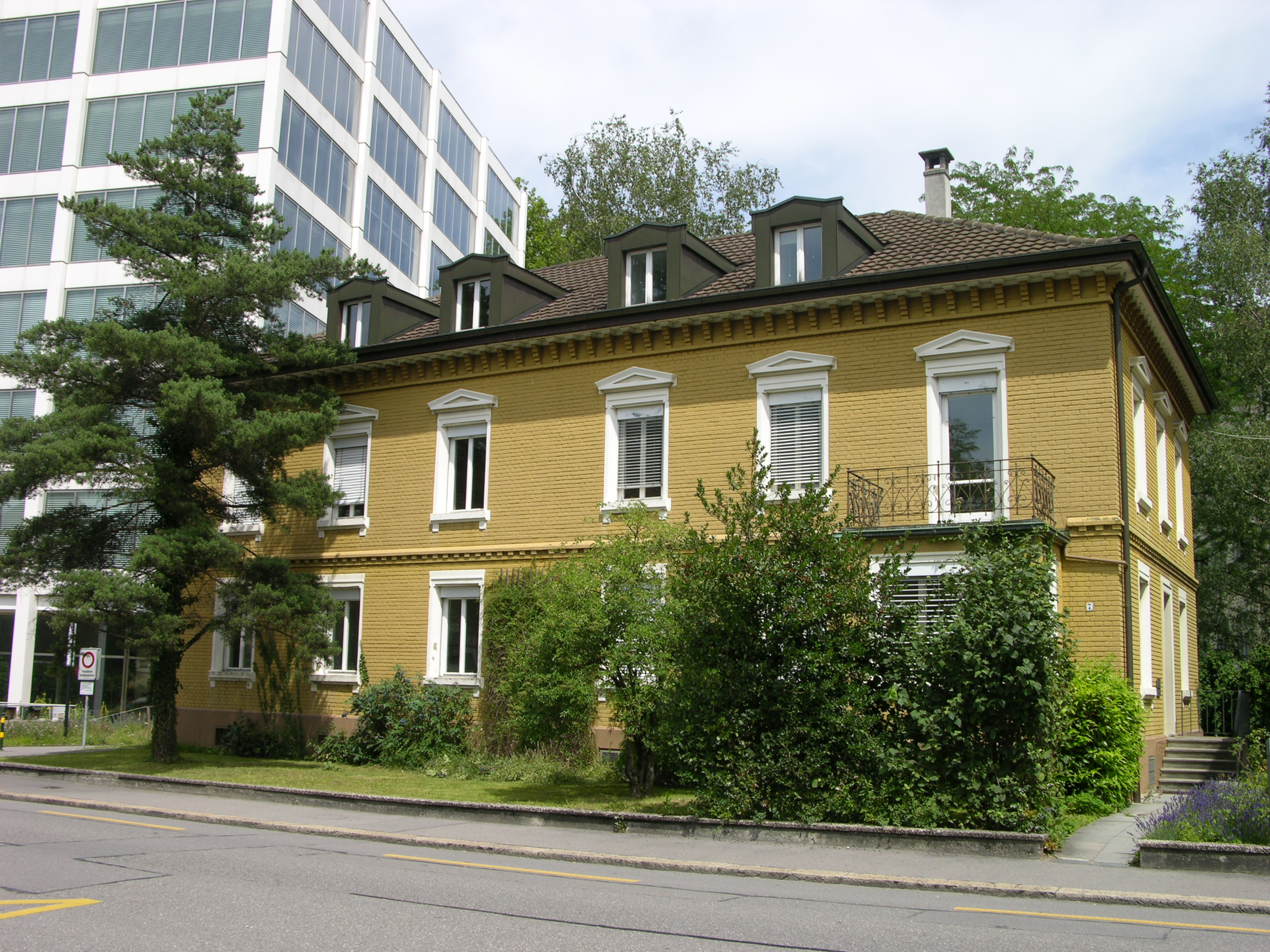
János-Tamás-Haus (2007).

Das János-Tamás-Haus ist benannt nach dem ungarisch-schweizerischen Komponisten, Dirigenten und Pädagogen, der ab 1971 hier als Lehrer tätig war.
Nutzung
Hier findet der grösste Teil des Instrumentalunterrichts der AKSA statt. Es scheint früher ein Wohnhaus gewesen zu sein. Das Gebäude ist in einen Süd- und einen Nordflügel aufgeteilt, zwischen denen die einzige Verbindung durch den Keller führt.

## Ehemaligenverein
Die «AULA – Alumni Vereinigung der Alten Kantonsschule Aarau» unterstützt Projekte der Schule und der Schülerschaft sowie den Schülerrat bis zu einem jährlichen Geldbetrag von 15'000 Franken. Insbesondere prämiert die Vereinigung ausserordentliche Leistungen an den Maturaprüfungen. Dem Verein gehören gut 1'100 Mitglieder an (Stand: März 2022), sowohl ehemalige Schüler als auch Lehrer und Angestellte.

## Bekannte Ehemalige
Diese Schule wurde von drei Nobelpreisträgern und vier Bundesräten besucht.
| Name                            | Eintritt | Matur | Anmerkung                                                                                           |
| ------------------------------- | -------- | ----- | --------------------------------------------------------------------------------------------------- |
| Karl Rikli                      |          | 1809  | evangelischer Geistlicher und Seminardirektor des Lehrerseminars Münchenbuchsee                     |
| Wilhelm Legrand                 | 1810     | 1813  | Schweizer evangelischer Geistlicher und Begründer der heutigen Protestantischen Solidarität Schweiz |
| Johann Jakob Rychner            |          |       | Tierarzt und Begründer der Buiatrik                                                                 |
| Augustin Keller                 | 1822     | 1825  | Ständerat, Regierungsrat                                                                            |
| Eduard Dössekel                 |          |       | Jurist und Dichter                                                                                  |
| Arnold Künzli                   |          |       | Regierungsrat, Nationalrat, Nationalratspräsident, Grossrat, Oberst im Generalstab, Industrieller   |
| Friedrich Frey-Herosé           |          |       | Bundesrat                                                                                           |
| Emil Welti                      | 1840     | 1844  | Bundesrat                                                                                           |
| Johann Baptist Gaudy            |          |       | Kaufmann, Bankier und Politiker                                                                     |
| Karl Moser                      |          |       | Architekt                                                                                           |
| Armin Kellersberger             | 1855     | 1859  | Ständerat                                                                                           |
| Eduard Bally                    |          |       | Schuhfabrikant und Nationalrat                                                                      |
| Hans Suter                      |          |       | Nationalrat und Stadtammann von Zofingen                                                            |
| Hermann Suter                   |          |       | Oberzolldirektor                                                                                    |
| Frank Wedekind                  | 1879     | 1884  | Schriftsteller                                                                                      |
| Maximilian Oskar Bircher-Benner |          |       | Erfinder des Birchermüesli                                                                          |
| Edmund Schulthess               | 1884     | 1888  | Bundesrat                                                                                           |
| Alfred Wyrsch                   | 1887     | 1891  | Nationalrat                                                                                         |
| Paul Haller                     |          |       | Schriftsteller, Pfarrer, Gymnasiallehrer                                                            |
| Hans Studer                     | 1891     |       | Ingenieur                                                                                           |
| Iwan Bally                      |          |       | Schuhfabrikant und Ständerat                                                                        |
| Ernst Samuel Geiger             | 1892     | 1896  | Maler                                                                                               |
| Albert Einstein                 | 1895     | 1896  | Nobelpreis für Physik, 1921                                                                         |
| Alfred Vogt                     |          | 1898  | Professor der Augenheilkunde                                                                        |
| Arnold Büchli                   |          | 1906  | Lehrer, Heimat- und Volkstumsforscher                                                               |
| Paul Karrer                     | 1905     | 1908  | Nobelpreis für Chemie, 1937                                                                         |
| Anton Krättli                   |          | 1942  | Literatur- und Theaterkritiker, Journalist und Redakteur                                            |
| Werner Arber                    | 1945     | 1949  | Nobelpreis für Physiologie oder Medizin, 1978                                                       |
| Paul König                      |          |       | Schriftsteller                                                                                      |
| Ernst Halter                    | 1954     | 1958  | Schriftsteller                                                                                      |
| Hansjörg Schneider              | 1954     | 1958  | Schriftsteller                                                                                      |
| Kaspar Villiger                 | 1957     | 1960  | Bundesrat, Unternehmer                                                                              |
| Hanspeter Hoffmann              |          | 1960  | Botschafter                                                                                         |
| Thomas Pfisterer                | 1957     | 1961  | Ständerat, Regierungsrat, Bundesrichter, Professor                                                  |
| Maximilian Reimann              | 1958     | 1962  | ehm. Nationalrat und Ständerat                                                                      |
| Hermann Burger                  |          |       | Schriftsteller                                                                                      |
| Franz Hohler                    | 1960     | 1963  | Schriftsteller                                                                                      |
| Max E. Keller                   | 1964     | 1967  | Komponist und Jazz-Pianist                                                                          |
| Erwin Hofer                     |          | 1968  | Botschafter                                                                                         |
| Martin R. Dean                  | 1972     | 1976  | Schriftsteller                                                                                      |
| Virgilio Masciadri              | 1979     | 1983  | Schriftsteller, Übersetzer und Privatdozent Universität Zürich                                      |
| Walter Thurnherr                | 1979     | 1982  | Diplomat und Bundeskanzler                                                                          |
| Michael Schneider               | 1980     | 1984  | Komponist und Musikwissenschaftler                                                                  |
| Jean-Pierre Gallati             | 1982     | 1986  | Nationalrat, Regierungsrat                                                                          |
| Alain Gsponer                   | 1992     | 1996  | Filmregisseur, Drehbuchautor                                                                        |
| Monika Bütler                   |          |       | Ökonomin                                                                                            |
| Claude Longchamp                |          |       | Politikwissenschaftler                                                                              |
| Silvan Widmer                   |          |       | Fussballspieler (am Sportgymnasium)                                                                 |
| Loris Benito                    |          |       | Fussballspieler (am Sportgymnasium)                                                                 |
| Yannick Berner                  |          |       | Betriebswirt, Manager und Politiker                                                                 |
| Chiara Leone                    |          | 2019  | Sportschützin (am Sportgymnasium)                                                                   |
| Aline Seitz                     |          |       | Radsportlerin (am Sportgymnasium)                                                                   |
| Nora Meister                    |          |       | Paralympics-Schwimmerin (am Sportgymnasium)                                                         |

## Bekannte Lehrer
Nach Geburtsjahr:
- Franz Xaver Bronner (1758–1850), Mathematik, Naturwissenschaften, Dichter, Professor in Kasan, aargauischer Staatsarchivar
- Georg Franz Hofmann (1765–1849), Präsident der Schulkommission, Philosophie, Rhetorik, Gründer von Schulen in Neapel und Budapest
- Andreas Moser (1766–1806), Landwirtschaft, technisches Zeichnen, Gesang, Turnen, Schriftsteller
- Johann Rudolf Meyer (1768–1825), Mitbegründer der Kantonsschule, Chemie, Physik, Erstbesteiger der Jungfrau, Gründungspräsident der Aargauischen Naturforschenden Gesellschaft, Falschmünzer
- Johann Christian Martin Bartels (1769–1836), Mathematiker, Lehrer von Carl Friedrich Gauß, Professor in Tartu
- Ferdinand Rudolf Hassler (1770–1843), Geometrie, Leiter der Küstenvermessung der USA
- Ludwig Rahn (1770–1836), Leiter einer Erziehungsanstalt, Erziehungsrat, Schulrat, Pfarrer, Kirchenrat
- Wilhelm Benjamin Gautzsch (1771–1835), Geographie, Geschichte, Latein, Deutsch
- Friedrich Heldmann (1776–1838), Handlungswissenschaften
- Luzius Hold (1778–1852), Altphilologe, Rektor der evangelischen Kantonsschule in Chur
- Ernst August Evers (1779–1823), Altphilologe, Rektor, Inspektor einer Ritterakademie in Lüneburg
- Rudolf Hanhart (1780–1856), Pädagoge, Gymnasiallehrer, Hochschullehrer und reformierter Geistlicher
- Alois Vock (1785–1857), Religionspädagoge
- Ludwig Thilo (1789–1831), Mathematik, Physik, Sekretär der Aargauischen Naturforschenden Gesellschaft
- Johann Rudolf Meyer (1791–1833), Naturwissenschaften, Schriftsteller
- Adolf Ludwig Follen (1794–1855), Schriftsteller, Verleger
- Abraham Emanuel Fröhlich (1796–1865), Theologe, Schriftsteller
- Rudolf Rauchenstein (1798–1879), Altphilologe, Rektor
- Friedrich Theodor Fröhlich (1803–1836), Komponist
- Karl Wiebel (1808–1888), Naturforscher
- Ernst Ludwig Rochholz (1809–1892), Germanist
- Karl Mager (1810–1858), Französisch
- Pompejus Bolley (1812–1870), Chemielehrer
- Jakob Hunziker (1827–1901), Altphilologe, Bauernhausforschung
- Otto Sutermeister (1832–1901), Märchensammler
- Johann Jakob Bäbler (1836–1900), Historiker, Flurnamenforscher
- Max Wolfinger (1837–1913), Maler
- Ludwig Hirzel (1838–1897), Germanist
- Friedrich Mühlberg (1840–1915), Geologe
- Josef Burgmeier (1844–1905), Gesangslehrer
- Jost Winteler (1846–1929), Sprachforscher, Hausvater von Albert Einstein, als dieser die Kantonsschule besuchte
- August Tuchschmid (1855–1939), Physiker, Rektor
- Hans Käslin (1867–1955), Lehrer für deutsche Sprache und Literatur
- Karl Fricker (1870–1933), Turnlehrer
- Theodor Müller-Wolfer (1883–1970), Historiker
- Paul Steinmann (1885–1953), Naturwissenschafter, Hydrobiologe, Mitbegründer des Museums für Natur- und Heimatkunde Aarau
- Walter Saxer (1896–1974), Mathematiker
- Heinrich Straumann (1902–1991), Anglist
- Rudolf Rufener (1906–1972), Altphilologe, Platon-Übersetzer
- János Tamás (1936–1995), Komponist
- Anna Felder (1937–2023), Schriftstellerin
- Claudia Storz (* 1948), Schriftstellerin
- Andreas Neeser (* 1964), Schriftsteller
- Markus Bundi (* 1969), Schriftsteller

## Zitate

### Eröffnungsgesang
«Einst wird als Folge von dem Streben,

 Das Biedermänner neu vereint,

 Ein freyes Volk sich da erheben,

 Wo man der Freyheit Fall beweint!»

### Georg Franz Hofmann
«[…] sclavische Huldigung gegen fremde Autorität ist der wahre Tod der Vernunft.»

«Jemehr meine Hoffnungen, eine Reformation der Menschen durch politische Revolutionen befördert zu sehen, durch meine täglich schlimmere Erfahrungen sank, desto höher stieg mein Glauben an die Verbesserung des Menschengeschlechts durch die pädagogische Umschaffung Pestallozzi’s [sic] […]»

### Rudolf Rauchenstein
«[…] ganz unverständig ist es, und verräth entweder völlige Unklarkeit über die Erziehungszwecke, oder starre, zum Erzieherberufe ungeeignete Mißlaune, oder endlich baare und absichtliche Bosheit, wenn man sich darauf verlegt, mit dem Schüler über die Staatseinrichtungen des Vaterlandes zu grübeln, das Bestehende ihm zu verleiden, und ihn von Chimären und vorgeblichen Planen, wie es besser werden könne, zu unterhalten.»

### Albert Einstein
«Diese Schule hat durch ihren liberalen Geist und durch den schlichten Ernst der auf keinerlei äusserliche Autorität sich stützenden Lehrer einen unvergesslichen Eindruck in mir hinterlassen; durch Vergleich mit sechs Jahren Schulung an einem deutschen, autoritär geführten Gymnasium wurde mir eindringlich bewusst, wie sehr die Erziehung zu freiem Handeln und Selbstverantwortlichkeit jener Erziehung überlegen ist, die sich auf Drill, äusserliche Autorität und Ehrgeiz stützt. Echte Demokratie ist kein leerer Wahn.»

«Die Erfahrung meiner Jugend hat mir so recht gezeigt, dass Dezentralisation des Unterrichtswesens, verbunden mit weitgehender Freiheit der Lehrkräfte in der Wahl des Stoffes und der Lehrmethoden, Lehrer und Schüler zu verantwortungsvollem freudigem Arbeiten bringen kann, wie es keine spitzefindige Reglementiererei vermag.»